# Norvège au Concours Eurovision de la chanson
La Norvège participe au Concours Eurovision de la chanson, depuis sa cinquième édition, en 1960, et l’a remporté à trois reprises : en 1985, 1995 et 2009.

## Participation
Le pays participe donc depuis 1960 et n'a manqué que deux éditions du concours : en 1970 et 2002. En 1970, la Norvège décida de s'abstenir, mécontente du résultat de l'édition 1969 et du système de vote en usage. En 2002, le pays fut relégué, à la suite des résultats obtenus l’année précédente.
Depuis l'instauration des demi-finales, en 2004, la Norvège a manqué trois finales du concours : en 2007, 2011 et 2016.

## Organisation
Le représentant norvégien au concours est choisi lors d'une sélection nationale appelée Melodi Grand Prix (Grand Prix de la Chanson) et diffusée sur la télévision publique norvégienne, la NRK.

## Résultats
La Norvège a remporté le concours à trois reprises.
La première fois, en 1985, avec la chanson La det swinge, interprétée par Bobbysocks. Cette victoire arriva de façon surprenante, au terme d’un vote durant lequel l’Allemagne était demeurée en tête durant les trois premiers quarts. Le résultat fut totalement renversé par les cinq derniers jurys, trois d’entre eux n’attribuant aucun point à l’Allemagne. La Norvège passa alors brusquement en tête, lorsque les jurys suédois et autrichiens lui attribuèrent leurs "douze points", et décrocha ainsi le grand prix. Ce fut la première victoire au concours d'une chanson en norvégien. Le score final de 123 points demeure le plus bas jamais obtenu par une chanson gagnante, dans le cadre de ce système de vote. La Norvège obtint la note maximale de huit pays (soit 96 points), mais les dix autres pays ne lui attribuèrent au total que 27 points. Le pays ne reçut ni "huit", ni "dix points".
La deuxième fois, en 1995, avec la chanson Nocturne, interprétée par Secret Garden. La chanson était pour le moins atypique : elle ne comportait qu'un refrain de vingt-quatre mots, chanté une fois au début et une fois à la fin, par Gunnhild Tvinnereim. L'essentiel du morceau consistait en un solo de la violoniste irlandaise Fionnuala Sherry. Cette dernière était la moitié féminine du duo Secret Garden. Son autre membre était autre l'auteur et compositeur norvégien Rolf Løvland, qui avait déjà remporté le concours en 1985, avec La det swinge. Par la suite, le groupe connut plusieurs succès dans les classements de musique new-age.
La troisième fois, en 2009, avec la chanson Fairytale, interprétée par Alexander Rybak. Trois records furent établis ce soir-là. Premièrement, celui du nombre maximal de points obtenus par une chanson gagnante : 387. Le record précédent était détenu par la Finlande, avec 292 points, lors de l’édition 2006. Deuxièmement, celui du plus grand nombre de points séparant la chanson gagnante et la chanson ayant terminé deuxième : 169. Le record précédent datait de 1997. 70 points avaient alors séparé le Royaume-Uni de l'Irlande. Ces deux records demeurent toujours inégalés. Troisièmement, celui du plus grand nombre de "douze points" obtenu par une chanson gagnante : 16. Le record précédent était détenu par le Royaume-Uni, qui en avait obtenu 10, en 1997. Ce record fut battu en 2012, lorsque la Suède en obtint 18. Après le concours, la chanson rencontra un très grand succès commercial partout en Europe.
Le pays a remporté à deux reprises une demi-finale : en 2009 et en 2018. Outre cela, la Norvège a terminé à une reprise, à la deuxième place (en finale en 1996) et à deux reprises, à la troisième place (en finale en 1966 et en demi-finale en 2013). Ce record a été établi par le même chanteur : Alexander Rybak. 

## Dernière place
Le pays détient le record de dernières places et de nul point. La Norvège a ainsi terminé 12 fois à la dernière place, en finale : en 1963, 1969, 1974, 1976, 1978, 1981, 1990, 1997, 2001, 2004, 2012 et 2024. Quatre de ces dernières places se sont soldées par un nul point : en 1963, 1978, 1981 et 1997.
La chanteuse Kirsti Sparboe, qui représenta le pays en 1965, 1967 et 1969, mit sa dernière place sur le compte de la pêche aux phoques, toujours pratiquée à l’époque par la Norvège et portant atteinte à la réputation du pays.
La chanteuse Anne-Karine Strøm, qui représenta le pays en 1974 et 1976, demeure toujours la seule artiste de l'histoire du concours à avoir terminé deux fois à la dernière place.
En 1978, le chanteur Jahn Teigen fut le premier artiste à terminer dernier, avec un nul point, dans le cadre du nouveau système de vote, alors que ce dernier (toujours utilisé à l’heure actuelle) était censé prévenir ce cas de figure.
En 1985, la Norvège remporta enfin sa première victoire. La présentatrice suédoise, Lill Lindfors, fit allusion au record norvégien de dernière place. Après avoir invité les chanteuses de Bobbysocks, Hanne Krogh et Elisabeth Andreassen, à reprendre La det swinge, elle leur dit: « I must say I am honestly very happy that this happened because Norway has been last on so many times that you really deserve it. » Ce à quoi, Hanne Krogh répliqua : « You're happy? What do you think we are? »
L’année suivante, en 1986, la présentatrice norvégienne, Åse Kleveland, y fit également allusion, lors de l’ouverture, en disant : « For those of you who have followed Norway's course through the history of the Eurovision Song Contest, you will know that it has been quite thorny, in fact. So, imagine our joy when last year we finally won, and the pleasure we feel today. »

## Pays hôte

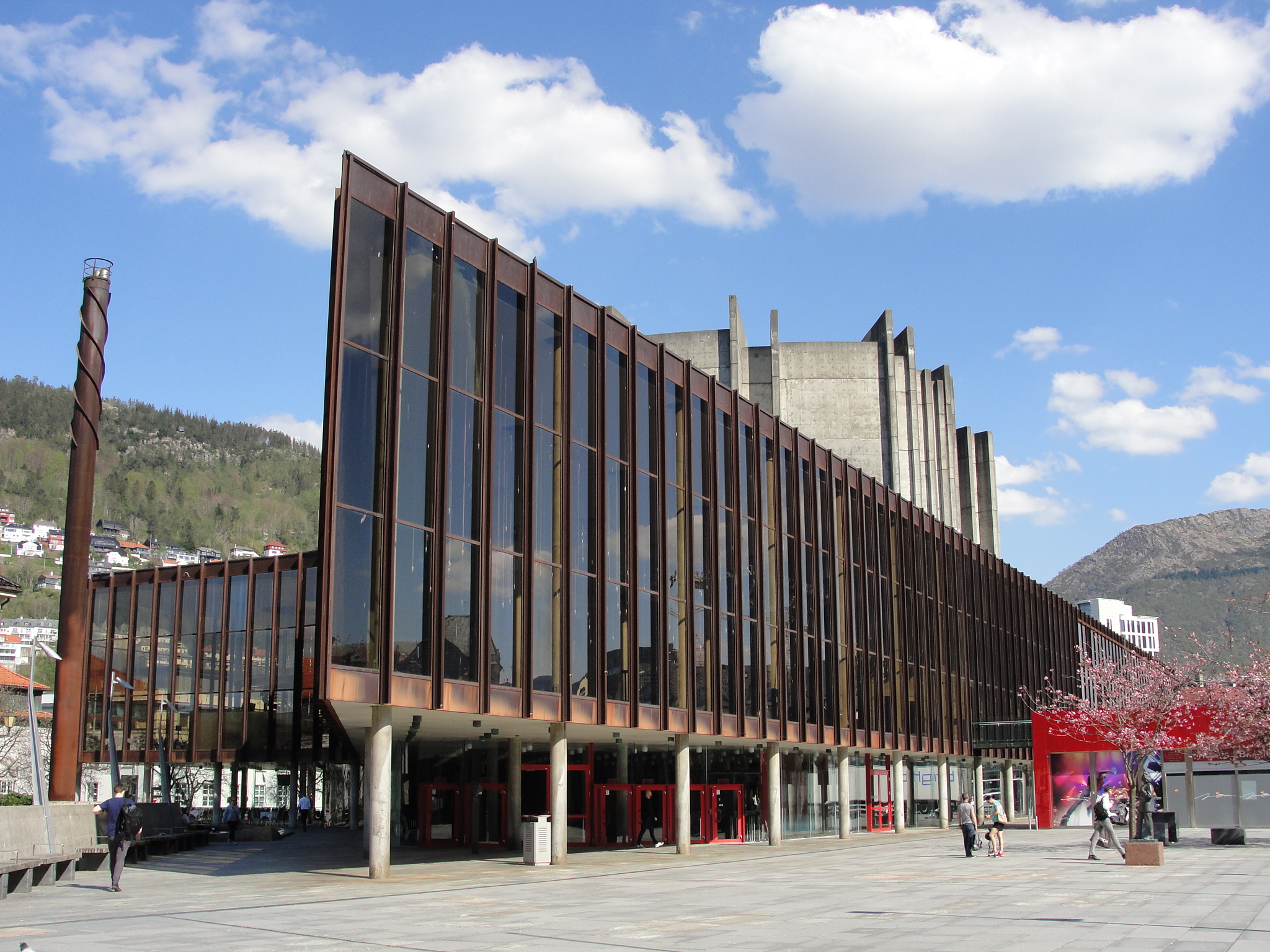
Le Grieghallen de Bergen reçoit l'évènement en 1986.

La Norvège a organisé le concours à trois reprises : en 1986, 1996 et 2010.
En 1986, l’événement a eu lieu le samedi 3 mai au Grieghallen, à Bergen. La présentatrice de la soirée était Åse Kleveland et le directeur musical, Egil Monn-Iversen. L'organisation du concours fut source d'un sentiment de fierté nationale partout en Norvège. Par conséquent, la plupart des villes norvégiennes soumirent leur candidature, avant que Bergen ne l'emporte. La télévision publique norvégienne dégagea un budget fort conséquent, afin de présenter la Norvège sous son meilleur jour, au reste du monde. La robe que Åse Kleveland portait pour l’ouverture, était incrustée de diamants et pesait pas moins de 6,8 kg[réf. nécessaire].

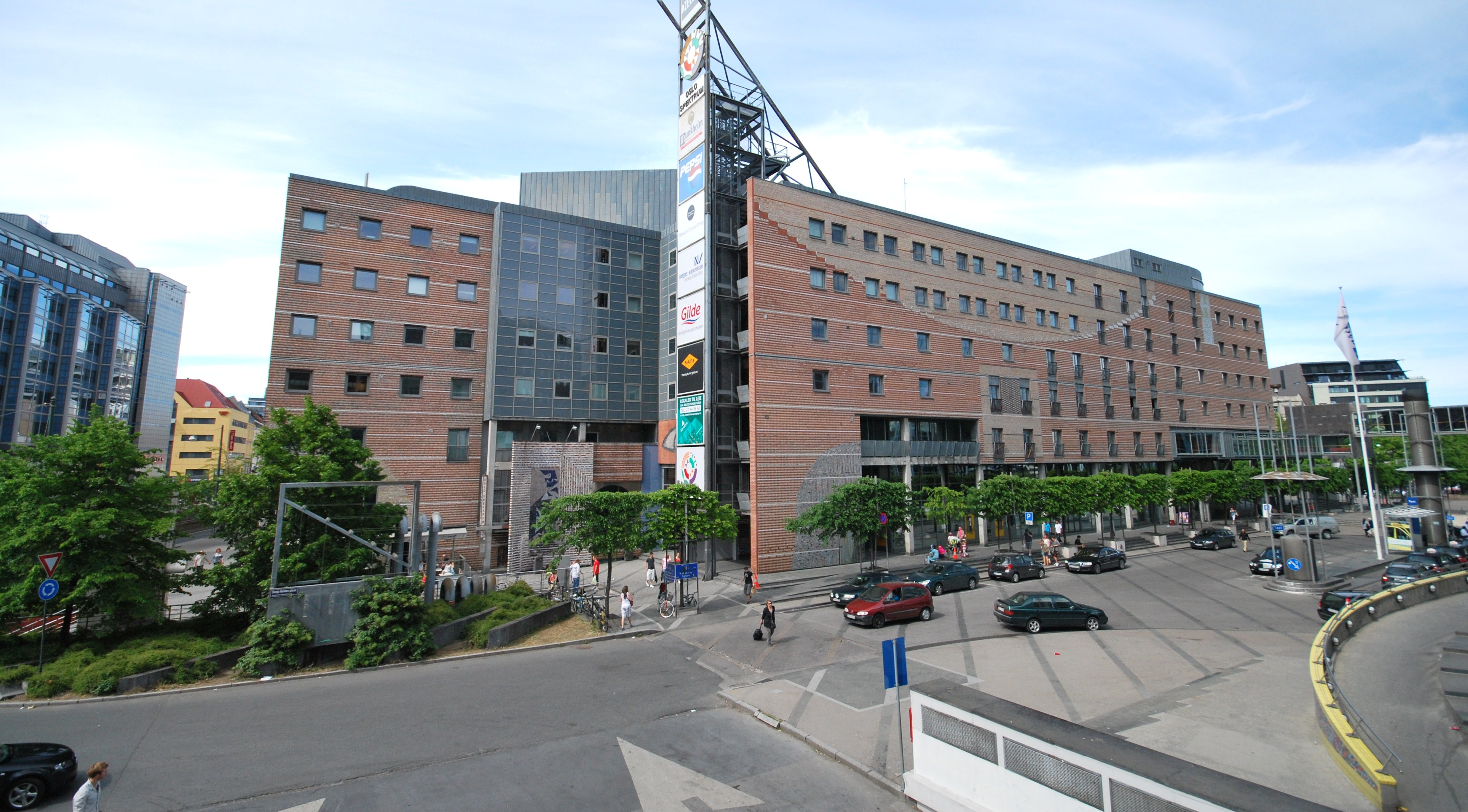
Oslo est la ville hôte du concours en 1996, avec le Oslo Spektrum.

En 1996, le concours s'est tenu le samedi 18 mai à l’Oslo Spektrum, à Oslo. Les présentateurs de la soirée étaient Ingvild Bryn et Morten Harket et le directeur musical, Frode Thingnæs. Morten Harket était le chanteur du groupe norvégien a-ha. Il hésita longuement avant d’accepter le rôle de présentateur et ne l’endossa qu’après avoir reçu l’assurance de pouvoir interpréter son nouveau single en ouverture. À l’origine et par mesure d’économie, la télévision publique norvégienne souhaitait couper l’apparition à l’écran des chefs d’orchestre. Ceux-ci menacèrent de faire grève et obtinrent gain de cause. Pour la première fois, la production recourut à une blue room pour la procédure de vote. Il s’agissait d’un espace vide, situé à droite de la scène et entièrement tapissé de bleu. Sa décoration et les effets visuels furent créés numériquement. Ce fut la toute première réalisation en réalité virtuelle de l’histoire du concours.

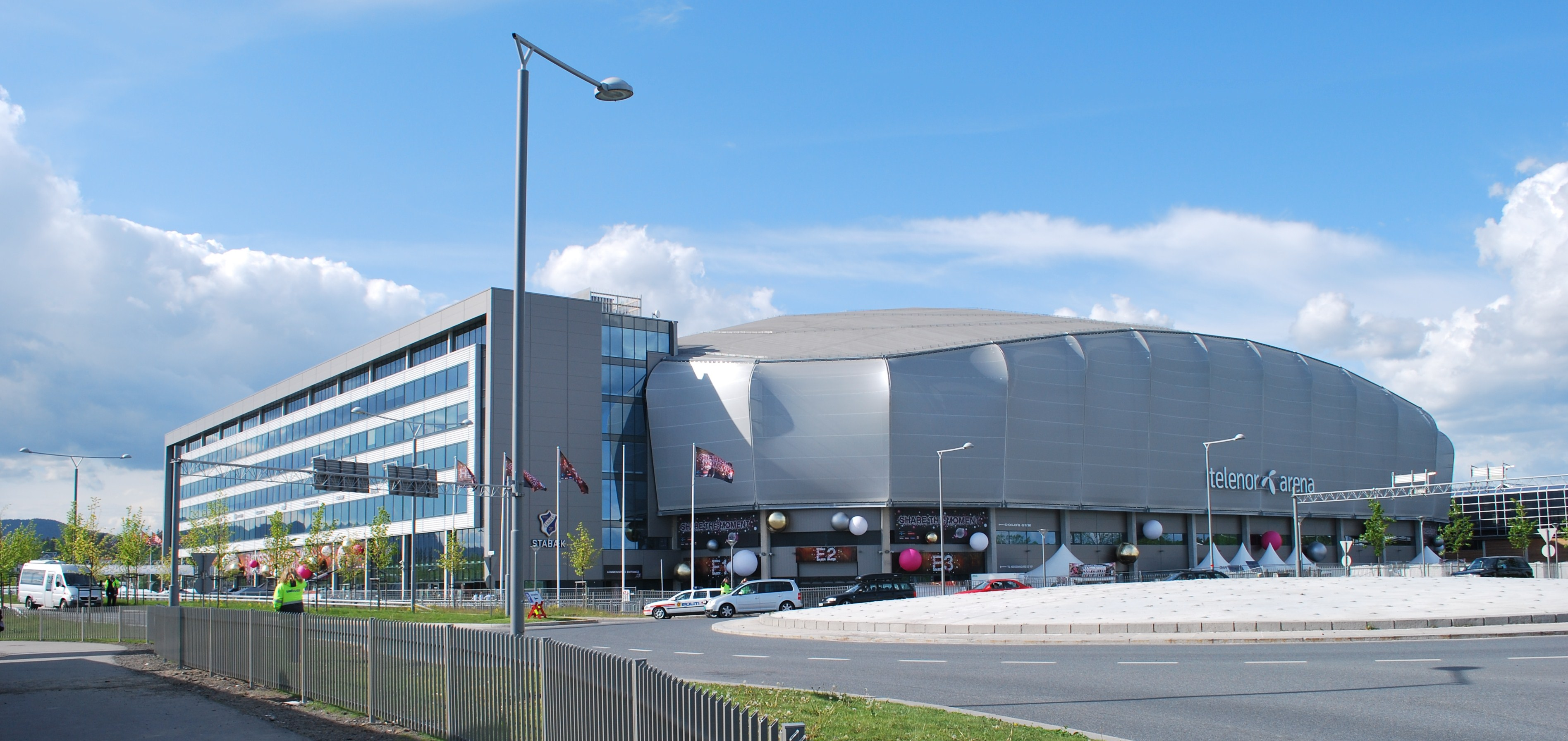
Le Telenor Arena de Bærum accueille le concours en 2010.

En 2010, l’événement s'est déroulé les mardi 25, jeudi 27 et samedi 29 mai à la Telenor Arena, à Bærum, dans la banlieue d'Oslo. Les présentateurs des trois soirées étaient Erik Solbakken, Haddy Jatou N'jie et Nadia Hasnaoui. L’éruption du volcan islandais Eyjafjöll, à partir du 20 mars 2010, vint perturber la bonne organisation du concours. De nombreuses liaisons aériennes furent suspendues à cause du nuage de cendres produit par le volcan. Cela retarda le planning initial de l’équipe norvégienne chargée de la réalisation des cartes postales. L’arrivée des délégations étrangères pour les répétitions en fut également compliquée. Certaines durent trouver des modes de transport alternatifs et recourir au train ou au bateau pour gagner Oslo.

## Faits notables
En 1963, le déroulement du vote rencontra plusieurs problèmes et causa une controverse majeure dans l'histoire du concours. Les porte-parole nationaux devaient en effet annoncer dans l'ordre : le numéro d'ordre de passage de la chanson, le nom du pays correspondant et finalement les votes qui lui étaient attribués. Le porte-parole du jury norvégien, Roald Øyen, ne respecta pas la procédure et se trompa dans ses énoncés. Il attribua successivement 5 votes au Royaume-Uni, 4 votes à l'Italie, 3 votes à la Suisse, 2 votes au Danemark et 1 vote à l'Allemagne, tout en confondant les ordres de passage. Il fut repris par Katie Boyle, qui le pria de répéter les résultats dans l'ordre correct. Roald Øyen demanda alors d'être rappelé à la fin du vote, après que tous les autres pays aient été contactés. À la fin de la procédure, la Suisse était en tête avec 42 votes et le Danemark, deuxième avec 40 votes. Mais, lorsque Katie Boyle recontacta le jury norvégien, Roald Øyen lut des résultats différents de ceux énoncés précédemment. Il attribua successivement 5 votes au Royaume-Uni, 2 votes à l'Allemagne, 3 votes à l'Italie, 4 votes au Danemark et 1 vote à la Suisse. Les résultats furent corrigés sur le tableau. Le Danemark obtint ainsi 42 votes et la Suisse, 40. Le Danemark fut alors proclamé vainqueur. Il s'avéra par la suite que les résultats du jury norvégien n'étaient pas prêts lorsqu'il fut appelé pour la première fois par Katie Boyle. Son président était encore occupé à additionner les votes des jurés. Pris de court, Roald Øyen aurait lu des résultats provisoires.
En 1966, la représentante norvégienne, Åse Kleveland, fut la première artiste féminine de l'histoire du concours à porter un pantalon sur scène.
En 1980, la chanson norvégienne était porteuse d’un message de protestation. Elle dénonçait les discriminations infligées aux minorités samis de Norvège et la construction d’une centrale hydroélectrique en pleine terre lapone.
En 1982, lassée de ses mauvais résultats, la télévision publique norvégienne engagea un professeur d'anglais, René Herail, et lui demanda d'analyser les raisons de ces échecs à répétition. Il parvint à la conclusion que les intonations particulières de la langue norvégienne rebutaient les auditeurs étrangers. Sur la base de ce rapport, Jahn Teigen et Herodes Falsk écrivirent une chanson conceptuelle, au titre français et ne comportant que des sons doux. Jahn Teigen l'interpréta en duo avec son épouse de l'époque, Anita Skorgan. Ils remportèrent la finale nationale norvégienne et terminèrent à la douzième place du concours, le meilleur résultat obtenu par la Norvège depuis 1973.
En 1986, le représentant norvégien, Ketil Stokkan, se fit accompagner sur scène par deux danseurs, Jonny Nymoen et Olav Klingen. Nymoen, déguisé en femme, fut le premier acte travesti de l'histoire du concours.
La chanteuse norvégienne Elisabeth Andreassen est l'une des deux seules artistes féminines, avec la saint-marinaise Valentina Monetta, à avoir participé à quatre reprises au concours. Elle demeure également l’artiste féminine la plus couronnée, ayant remporté le concours en 1985 et ayant terminé deuxième en 1996, sixième en 1994 et huitième en 1982.
La Norvège est le deuxième pays (après la Suède) à avoir obtenu à deux reprises plus de trois cents points au Concours. Elle eut 387 points en 2009 et 331 points en 2019.

## Représentants
| Édition | Année | Artiste(s)                                  | Chanson                                        | Langue(s)             | Traduction française                        | Finale                                                 | Finale                                                 | Demi-finale                                            | Demi-finale                                            |
| Édition | Année | Artiste(s)                                  | Chanson                                        | Langue(s)             | Traduction française                        | Place                                                  | Points                                                 | Place                                                  | Points                                                 |
| ------- | ----- | ------------------------------------------- | ---------------------------------------------- | --------------------- | ------------------------------------------- | ------------------------------------------------------ | ------------------------------------------------------ | ------------------------------------------------------ | ------------------------------------------------------ |
| 5e      | 1960  | Nora Brockstedt                             | Voi Voi                                        | Norvégien             | -                                           | 04                                                     | 11                                                     |                                                        |                                                        |
| 6e      | 1961  | Nora Brockstedt                             | Sommer i Palma                                 | Norvégien             | L'été à Palma                               | 07                                                     | 10                                                     |                                                        |                                                        |
| 7e      | 1962  | Inger Jacobsen                              | Kom sol, kom regn                              | Norvégien             | Que vienne le soleil, que vienne la pluie   | 10                                                     | 02                                                     |                                                        |                                                        |
| 8e      | 1963  | Anita Thallaug                              | Solhverv                                       | Norvégien             | Solstice                                    | 13                                                     | 00                                                     |                                                        |                                                        |
| 9e      | 1964  | Arne Bendiksen                              | Spiral                                         | Norvégien             | Spirale                                     | 08                                                     | 08                                                     |                                                        |                                                        |
| 10e     | 1965  | Kirsti Sparboe                              | Karusell                                       | Norvégien             | Carrousel                                   | 13                                                     | 01                                                     |                                                        |                                                        |
| 11e     | 1966  | Åse Kleveland                               | Intet er nytt under solen                      | Norvégien             | Rien de nouveau sous le soleil              | 03                                                     | 15                                                     |                                                        |                                                        |
| 12e     | 1967  | Kirsti Sparboe                              | Dukkemann                                      | Norvégien             | Homme pantin                                | 14                                                     | 02                                                     |                                                        |                                                        |
| 13e     | 1968  | Odd Børre                                   | Stress                                         | Norvégien             | -                                           | 13                                                     | 02                                                     |                                                        |                                                        |
| 14e     | 1969  | Kirsti Sparboe                              | Oj, oj, oj, så glad jeg skal bli               | Norvégien             | Oh, oh, oh, comme je serai heureuse         | 16                                                     | 01                                                     |                                                        |                                                        |
| 15e     | 1970  | Retrait en 1970.                            | Retrait en 1970.                               | Retrait en 1970.      | Retrait en 1970.                            | Retrait en 1970.                                       | Retrait en 1970.                                       |                                                        |                                                        |
| 16e     | 1971  | Hanne Krogh                                 | Lykken er                                      | Norvégien             | Le bonheur est...                           | 17                                                     | 65                                                     |                                                        |                                                        |
| 17e     | 1972  | Benny Borg & Grethe Kausland                | Småting                                        | Norvégien             | Petites choses                              | 14                                                     | 73                                                     |                                                        |                                                        |
| 18e     | 1973  | Bendik Singers                              | It's Just a Game                               | Anglais, français     | C'est juste un jeu                          | 07                                                     | 89                                                     |                                                        |                                                        |
| 19e     | 1974  | Anne-Karine Strøm & Bendik Singers          | The First Day of Love                          | Anglais               | Le premier jour de l'amour                  | 14                                                     | 03                                                     |                                                        |                                                        |
| 20e     | 1975  | Ellen Nikolaysen                            | Touch My Life (With Summer)                    | Anglais               | Touche ma vie (Avec l'été)                  | 18                                                     | 11                                                     |                                                        |                                                        |
| 21e     | 1976  | Anne-Karine Strøm                           | Mata Hari                                      | Anglais               | Mata Hari                                   | 18                                                     | 07                                                     |                                                        |                                                        |
| 22e     | 1977  | Anita Skorgan                               | Casanova                                       | Norvégien             | Casanova                                    | 14                                                     | 18                                                     |                                                        |                                                        |
| 23e     | 1978  | Jahn Teigen                                 | Mil etter mil                                  | Norvégien             | Mile après mile                             | 20                                                     | 00                                                     |                                                        |                                                        |
| 24e     | 1979  | Anita Skorgan                               | Oliver                                         | Norvégien             | -                                           | 11                                                     | 57                                                     |                                                        |                                                        |
| 25e     | 1980  | Sverre Kjelsberg & Mattis Hætta             | Sámiid ædnan                                   | Norvégien             | Pays sami                                   | 16                                                     | 15                                                     |                                                        |                                                        |
| 26e     | 1981  | Finn Kalvik                                 | Aldri i livet                                  | Norvégien             | Jamais dans ma vie                          | 20                                                     | 00                                                     |                                                        |                                                        |
| 27e     | 1982  | Jahn Teigen & Anita Skorgan                 | Adieu                                          | Norvégien             | -                                           | 12                                                     | 40                                                     |                                                        |                                                        |
| 28e     | 1983  | Jahn Teigen                                 | Do-re-mi                                       | Norvégien             | -                                           | 09                                                     | 53                                                     |                                                        |                                                        |
| 29e     | 1984  | Dollie De Luxe                              | Lenge leve livet                               | Norvégien             | Vive la vie                                 | 17                                                     | 29                                                     |                                                        |                                                        |
| 30e     | 1985  | Bobbysocks                                  | La det swinge                                  | Norvégien             | Que ça swingue                              | 01                                                     | 123                                                    |                                                        |                                                        |
| 31e     | 1986  | Ketil Stokkan                               | Romeo                                          | Norvégien             | Roméo                                       | 12                                                     | 44                                                     |                                                        |                                                        |
| 32e     | 1987  | Kate                                        | Mitt liv                                       | Norvégien             | Ma vie                                      | 09                                                     | 65                                                     |                                                        |                                                        |
| 33e     | 1988  | Karoline Krüger                             | For vår jord                                   | Norvégien             | Pour notre terre                            | 05                                                     | 88                                                     |                                                        |                                                        |
| 34e     | 1989  | Britt-Synnøve Johansen                      | Venners nærhet                                 | Norvégien             | La proximité d'amis                         | 17                                                     | 30                                                     |                                                        |                                                        |
| 35e     | 1990  | Ketil Stokkan                               | Brandenburger Tor                              | Norvégien             | Porte de Brandebourg                        | 21                                                     | 08                                                     |                                                        |                                                        |
| 36e     | 1991  | Just 4 Fun                                  | Mrs. Thompson                                  | Norvégien             | -                                           | 17                                                     | 14                                                     |                                                        |                                                        |
| 37e     | 1992  | Merethe Trøan                               | Visjoner                                       | Norvégien             | Visions                                     | 18                                                     | 23                                                     |                                                        |                                                        |
| 38e     | 1993  | Silje Vige                                  | Alle mine tankar                               | Norvégien             | Toutes mes pensées                          | 05                                                     | 120                                                    |                                                        |                                                        |
| 39e     | 1994  | Elisabeth Andreassen & Jan Werner Danielsen | Duett                                          | Norvégien             | Duo                                         | 06                                                     | 76                                                     |                                                        |                                                        |
| 40e     | 1995  | Secret Garden                               | Nocturne                                       | Norvégien             | -                                           | 01                                                     | 148                                                    |                                                        |                                                        |
| 41e     | 1996  | Elisabeth Andreassen                        | I evighet                                      | Norvégien             | Pour l'éternité                             | 02                                                     | 114                                                    |                                                        |                                                        |
| 42e     | 1997  | Tor Endresen                                | San Francisco                                  | Norvégien             | San Francisco                               | 24                                                     | 00                                                     |                                                        |                                                        |
| 43e     | 1998  | Lars Fredriksen                             | Alltid sommer                                  | Norvégien             | Toujours l'été                              | 08                                                     | 79                                                     |                                                        |                                                        |
| 44e     | 1999  | Stig Van Eijk                               | Living My Life without You                     | Anglais               | Vivre ma vie sans toi                       | 14                                                     | 35                                                     |                                                        |                                                        |
| 45e     | 2000  | Charmed                                     | My Heart Goes Boom (de Madsen et M. Henriksen) | Anglais               | Mon cœur s'emballe                          | 11                                                     | 57                                                     |                                                        |                                                        |
| 46e     | 2001  | Haldor Lægreid                              | On My Own                                      | Anglais               | Tout seul                                   | 22                                                     | 03                                                     |                                                        |                                                        |
| 47e     | 2002  | Relégation en 2002.                         | Relégation en 2002.                            | Relégation en 2002.   | Relégation en 2002.                         | Relégation en 2002.                                    | Relégation en 2002.                                    |                                                        |                                                        |
| 48e     | 2003  | Jostein Hasselgård                          | I'm Not Afraid to Move On                      | Anglais               | Je n'ai pas peur d'avancer                  | 04                                                     | 123                                                    |                                                        |                                                        |
| 49e     | 2004  | Knut Anders Sørum                           | High                                           | Anglais               | Haut                                        | 24                                                     | 03                                                     |                                                        |                                                        |
| 50e     | 2005  | Wig Wam                                     | In My Dreams                                   | Anglais               | Dans mes rêves                              | 09                                                     | 125                                                    | 06                                                     | 164                                                    |
| 51e     | 2006  | Christine Guldbrandsen                      | Alvedansen                                     | Norvégien             | La danse des elfes                          | 14                                                     | 36                                                     |                                                        |                                                        |
| 52e     | 2007  | Guri Schanke                                | Ven a bailar conmigo                           | Anglais, espagnol     | Viens danser avec moi                       |                                                        |                                                        | 18                                                     | 48                                                     |
| 53e     | 2008  | Maria Haukaas Storeng                       | Hold On, Be Strong                             | Anglais               | Tiens bon, sois fort                        | 05                                                     | 182                                                    | 04                                                     | 106                                                    |
| 54e     | 2009  | Alexander Rybak                             | Fairytale                                      | Anglais               | Conte de fées                               | 01                                                     | 387                                                    | 01                                                     | 201                                                    |
| 55e     | 2010  | Didrik Solli-Tangen                         | My Heart Is Yours                              | Anglais               | Mon cœur est à toi                          | 20                                                     | 35                                                     |                                                        |                                                        |
| 56e     | 2011  | Stella Mwangi                               | Haba Haba                                      | Anglais, swahili      | Petit à petit                               |                                                        |                                                        | 17                                                     | 30                                                     |
| 57e     | 2012  | Tooji                                       | Stay                                           | Anglais               | Reste                                       | 26                                                     | 07                                                     | 10                                                     | 45                                                     |
| 58e     | 2013  | Margaret Berger                             | I Feed You My Love                             | Anglais               | Je te nourris de mon amour                  | 04                                                     | 191                                                    | 03                                                     | 120                                                    |
| 59e     | 2014  | Carl Espen                                  | Silent Storm                                   | Anglais               | Tempête silencieuse                         | 08                                                     | 88                                                     | 06                                                     | 77                                                     |
| 60e     | 2015  | Mørland & Debrah Scarlett                   | A Monster Like Me                              | Anglais               | Un monstre comme moi                        | 08                                                     | 102                                                    | 04                                                     | 123                                                    |
| 61e     | 2016  | Agnete                                      | Icebreaker                                     | Anglais               | Brise-glace                                 |                                                        |                                                        | 13                                                     | 63                                                     |
| 62e     | 2017  | JOWST et Aleksander Walmann                 | Grab the Moment                                | Anglais               | Saisis le moment                            | 10                                                     | 158                                                    | 05                                                     | 189                                                    |
| 63e     | 2018  | Alexander Rybak                             | That's How You Write a Song                    | Anglais               | C'est comme cela que l'on écrit une chanson | 15                                                     | 144                                                    | 01                                                     | 266                                                    |
| 64e     | 2019  | KEiiNO                                      | Spirit in the Sky                              | Anglais, same du Nord | Esprit dans le ciel                         | 06                                                     | 331                                                    | 07                                                     | 210                                                    |
| 65e     | 2020  | Ulrikke                                     | Attention                                      | Anglais               | -                                           | Concours annulé à la suite de la pandémie de COVID-19. | Concours annulé à la suite de la pandémie de COVID-19. | Concours annulé à la suite de la pandémie de COVID-19. | Concours annulé à la suite de la pandémie de COVID-19. |
| 65e     | 2021  | TIX                                         | Fallen Angel                                   | Anglais               | Ange déchu                                  | 18                                                     | 75                                                     | 10                                                     | 115                                                    |
| 66e     | 2022  | Subwoolfer                                  | Give That Wolf a Banana                        | Anglais               | Donne à ce loup une banane                  | 10                                                     | 182                                                    | 06                                                     | 177                                                    |
| 67e     | 2023  | Alessandra                                  | Queen of Kings                                 | Anglais               | Reine des rois                              | 05                                                     | 268                                                    | 06                                                     | 102                                                    |
| 68e     | 2024  | Gåte                                        | Ulveham                                        | Norvégien             | Peau de loup                                | 25                                                     | 16                                                     | 10                                                     | 43                                                     |
| 69e     | 2025  | Kyle Alessandro                             | Lighter                                        | Anglais               | Briquet                                     | 18                                                     | 89                                                     | 08                                                     | 82                                                     |
| 70e     | 2026  |                                             |                                                |                       |                                             |                                                        |                                                        |                                                        |                                                        |

- Première place
- Deuxième place
- Troisième place
- Dernière place
- Norvège organisatrice

 Qualification automatique en finale
 Élimination en demi-finale

## Galerie

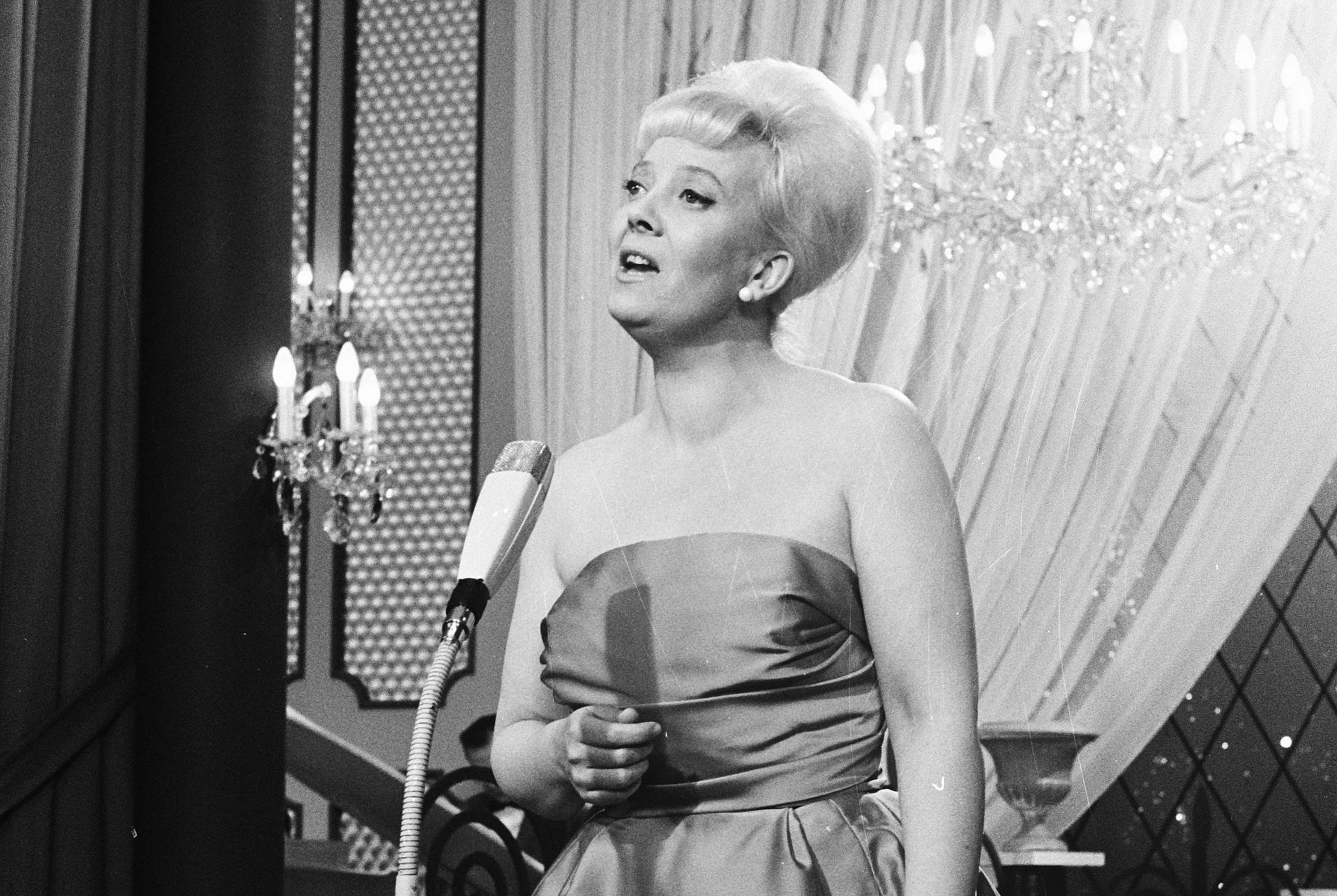
Inger Jacobsen à Luxembourg (1962)
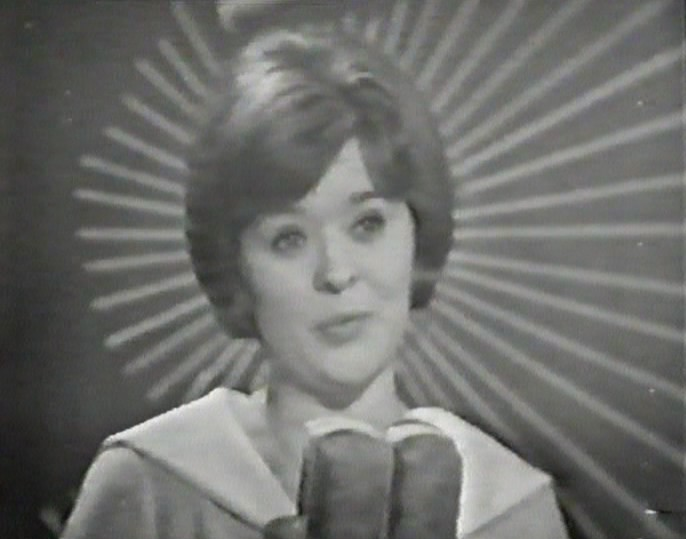
Kirsti Sparboe à Naples (1965)
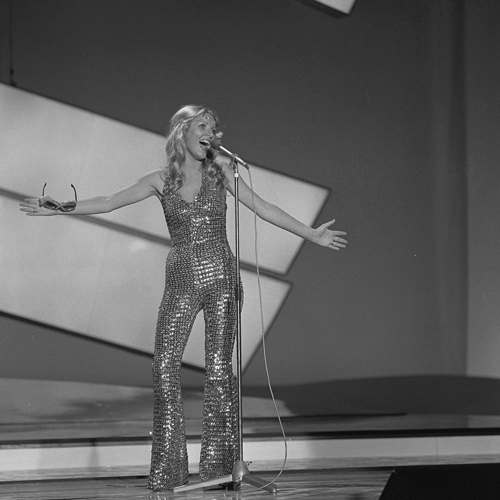
Anne-Karine Strøm à La Hague (1976)
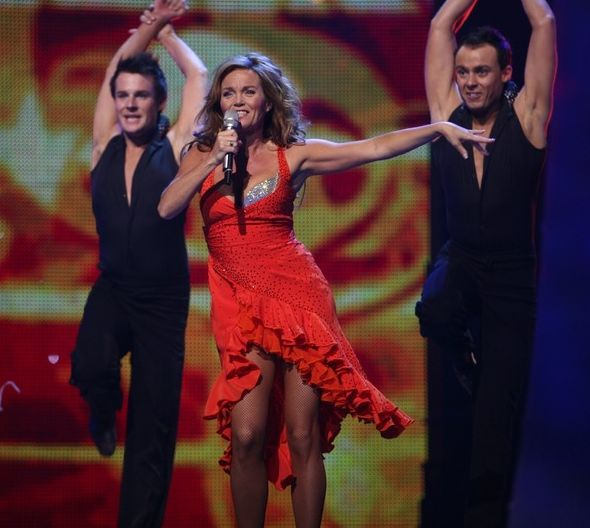
Guri Schanke à Helsinki (2007)
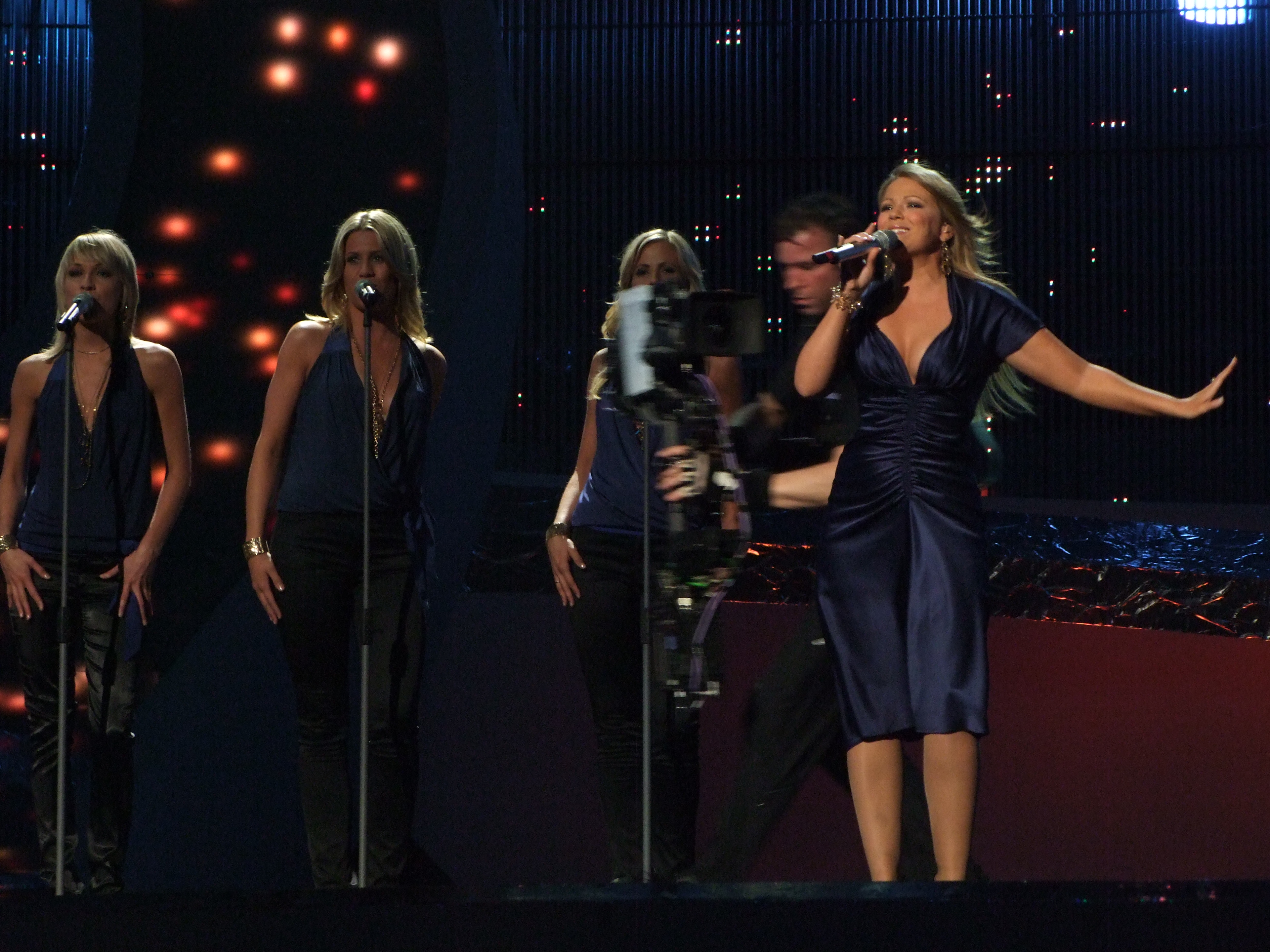
Maria Haukaas Storeng à Belgrade (2008)
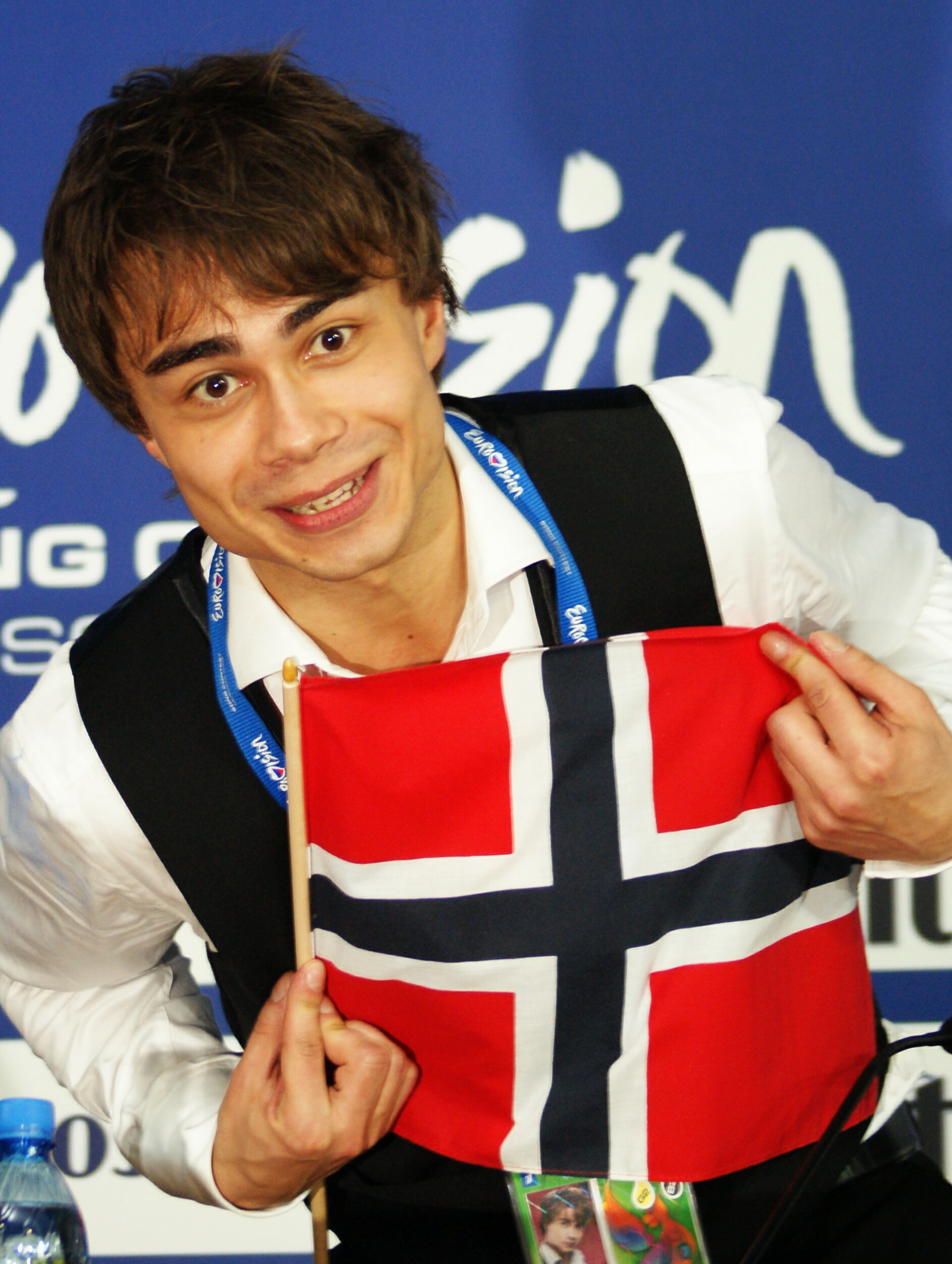
Alexander Rybak à Moscou (2009)
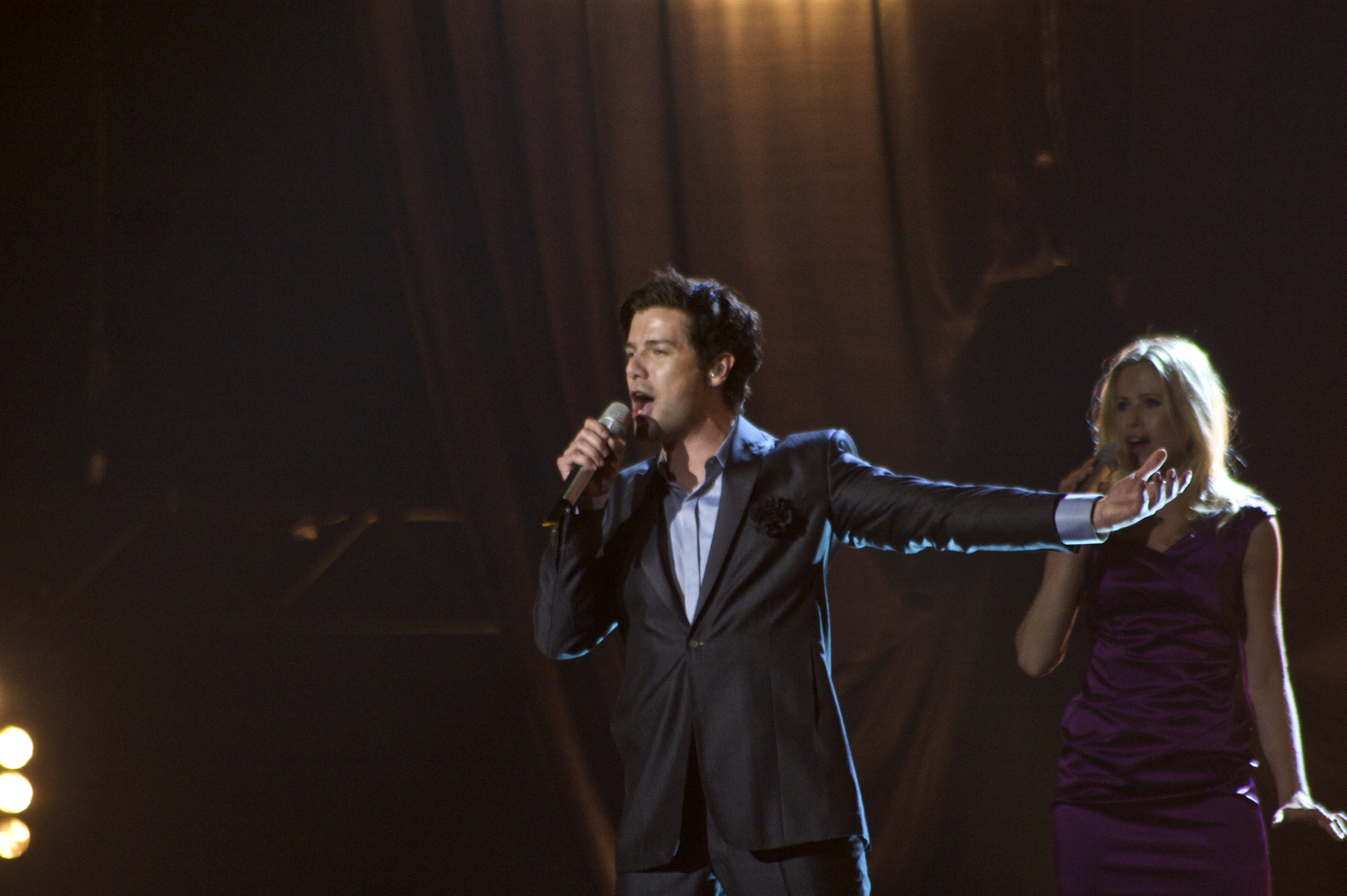
Didrik Solli-Tangen à Oslo (2010)
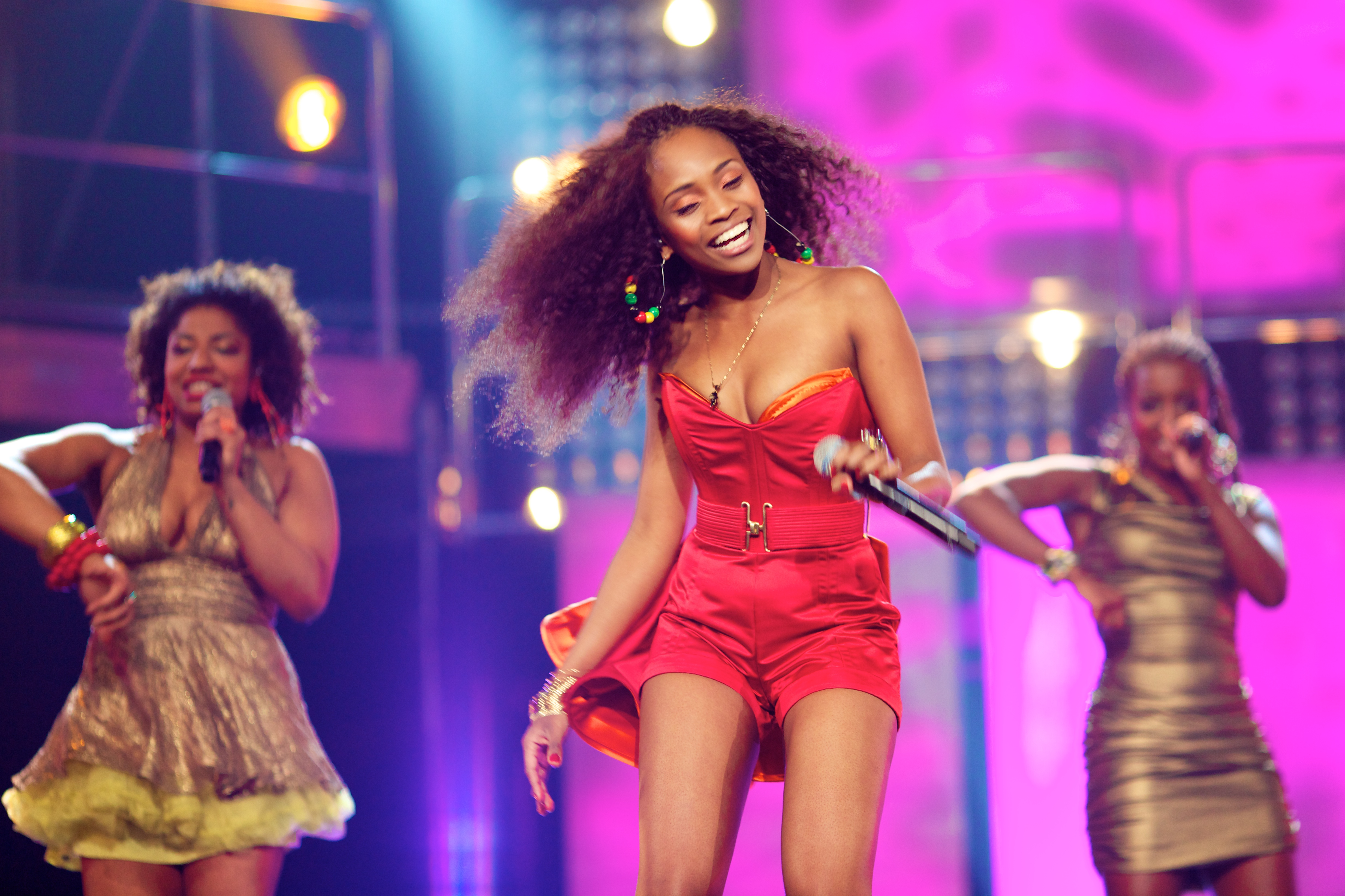
Stella Mwangi à Düsseldorf (2011)
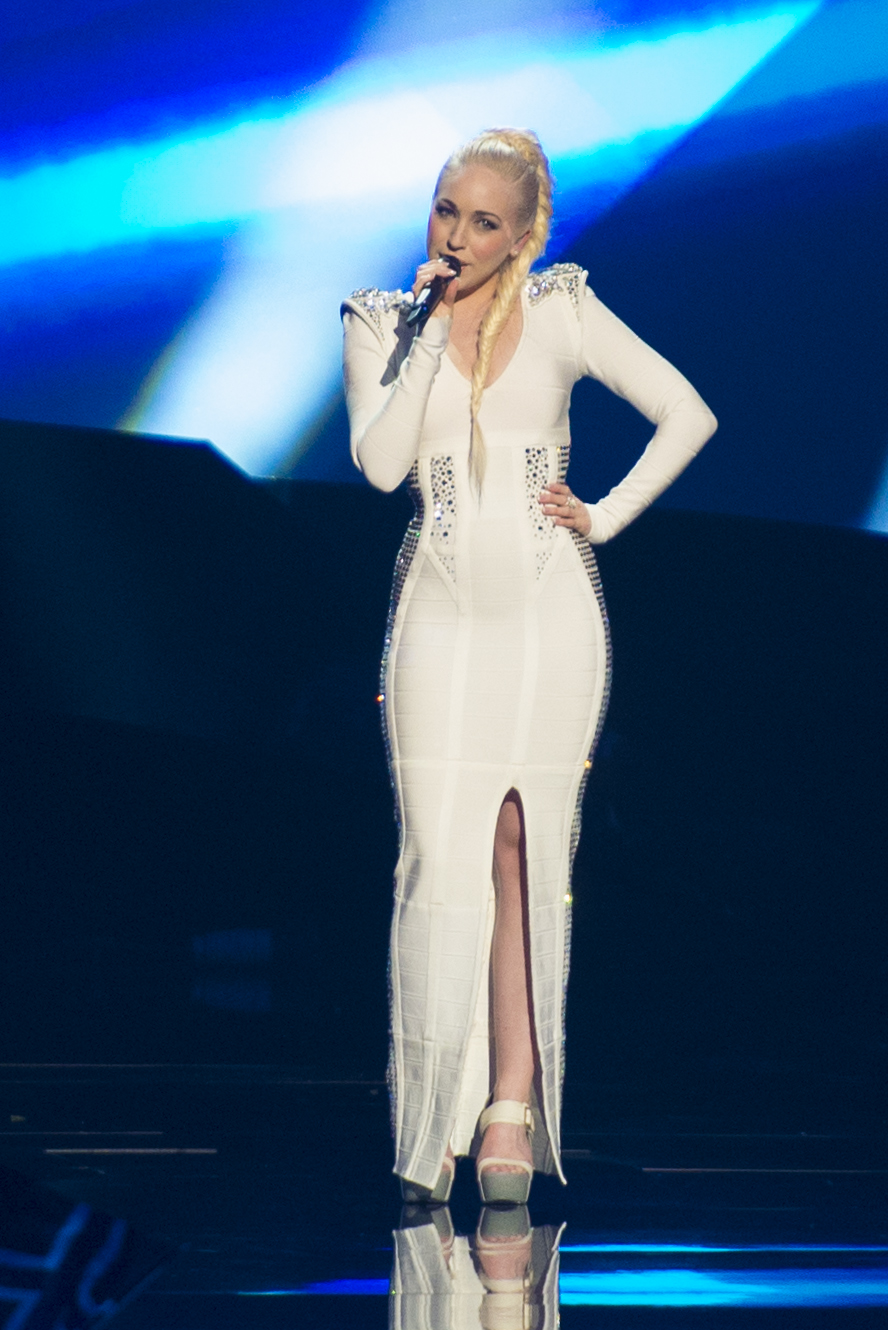
Margaret Berger à Malmö (2013)
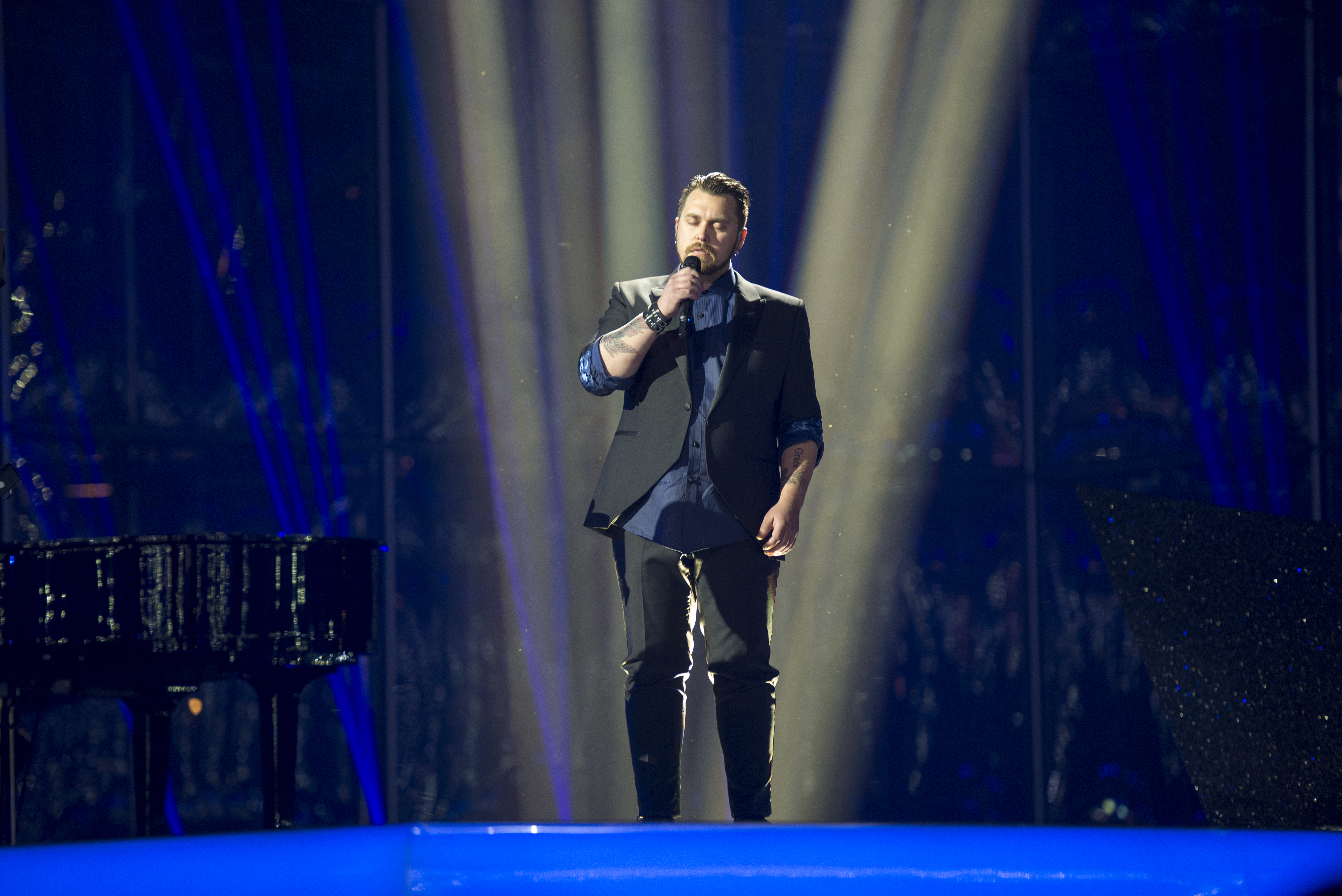
Carl Espen à Copenhague (2014)
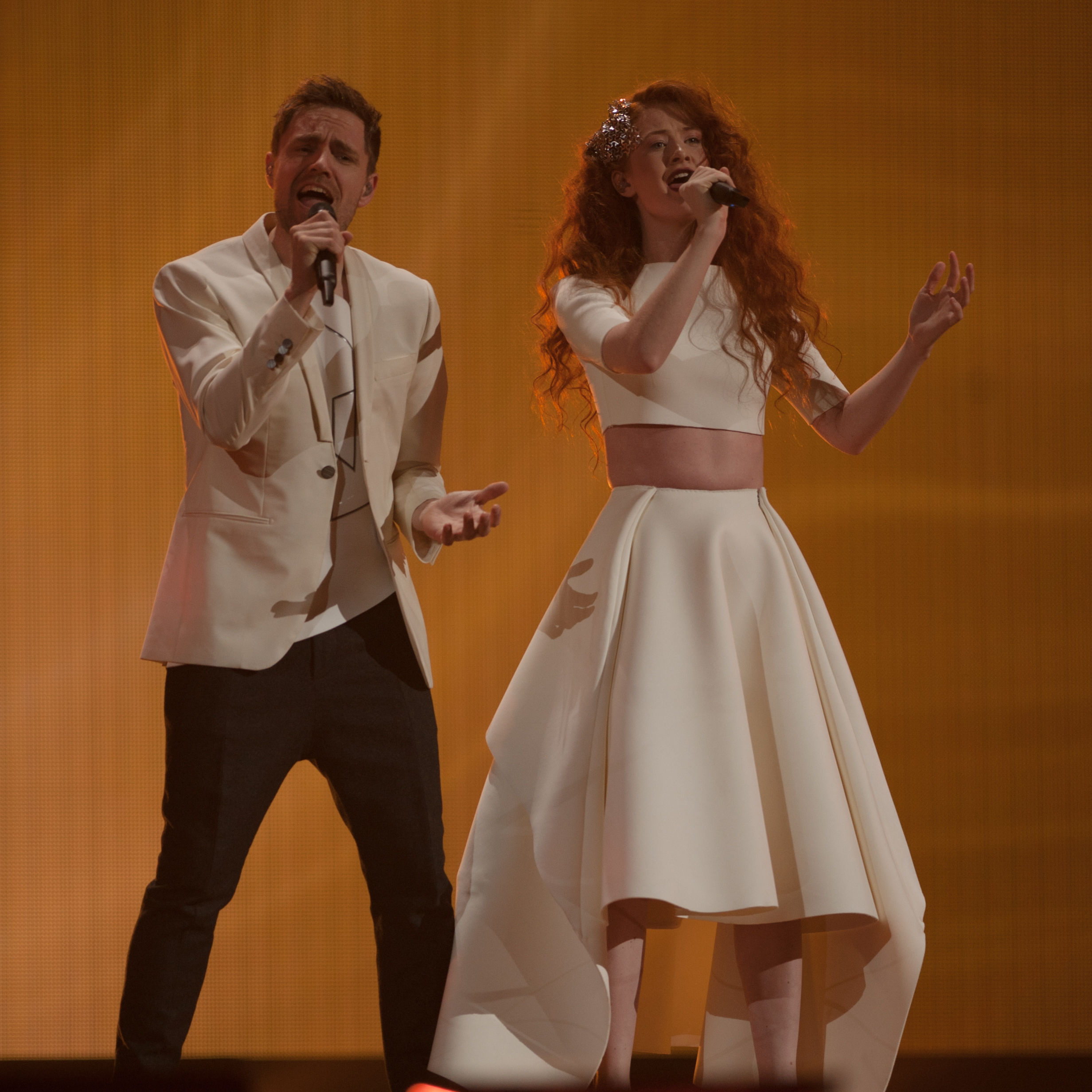
Mørland & Debrah Scarlett à Vienne (2015)
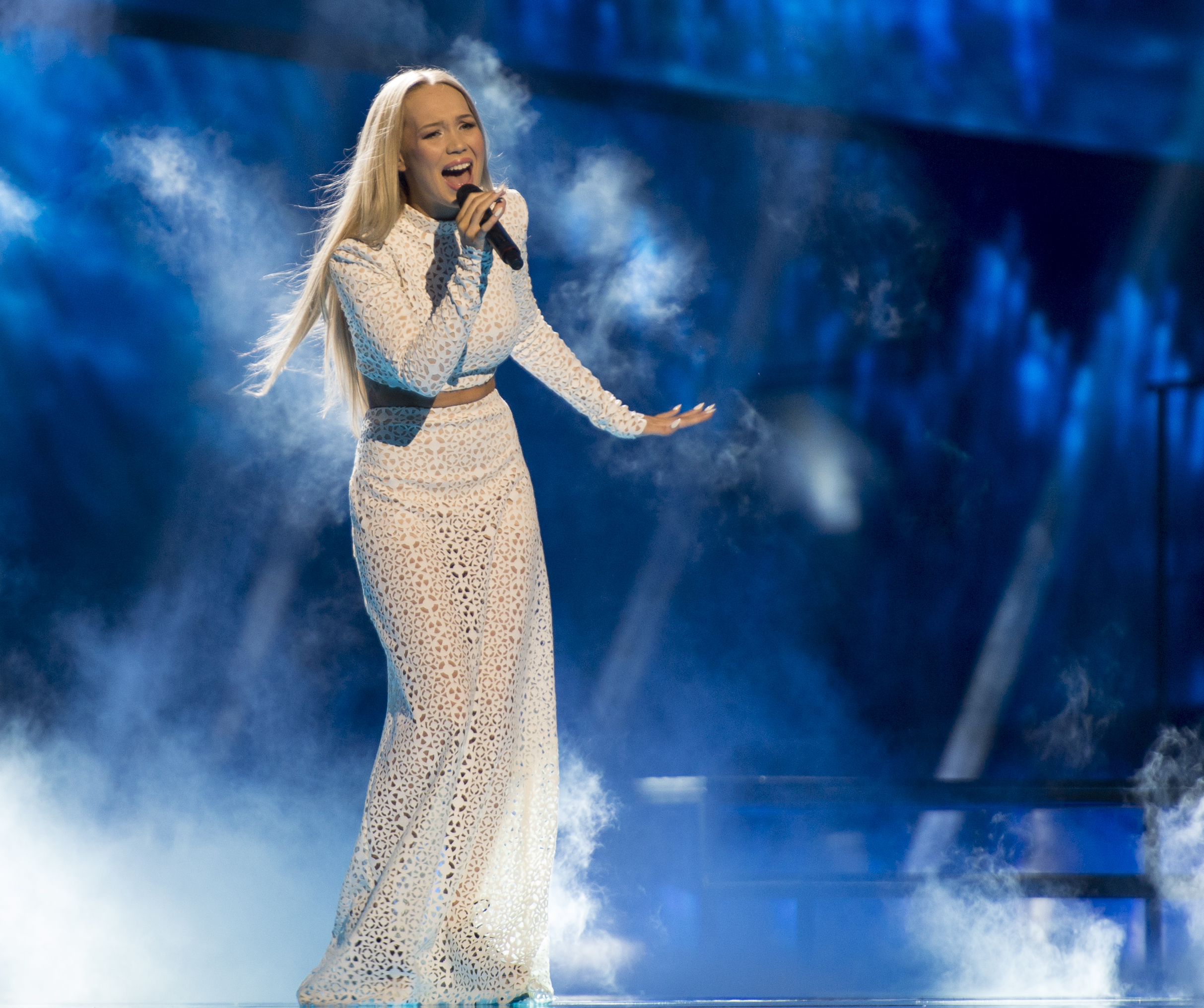
Agnete à Stockholm (2016)
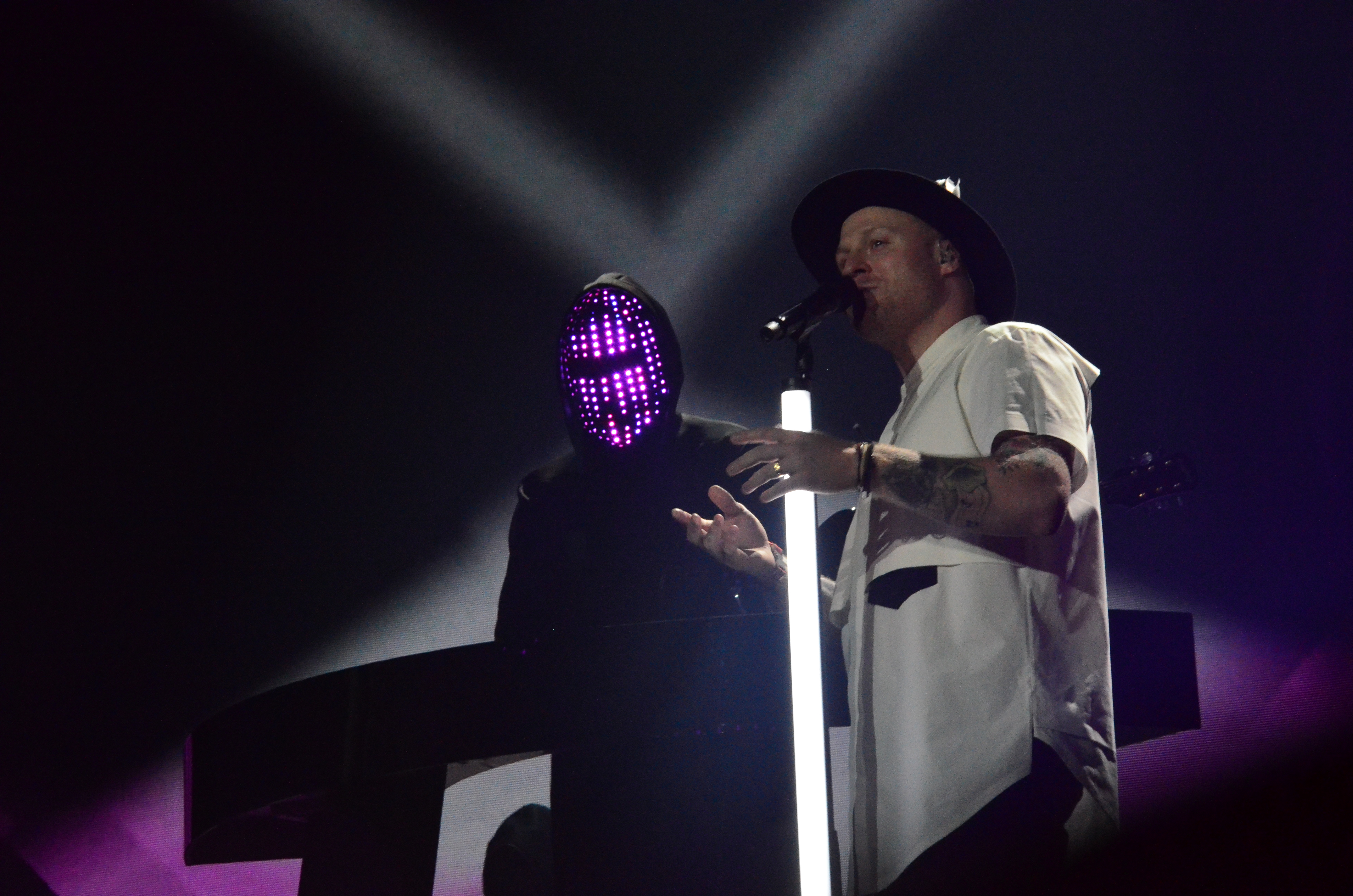
JOWST et Aleksander Walmann à Kiev (2017)
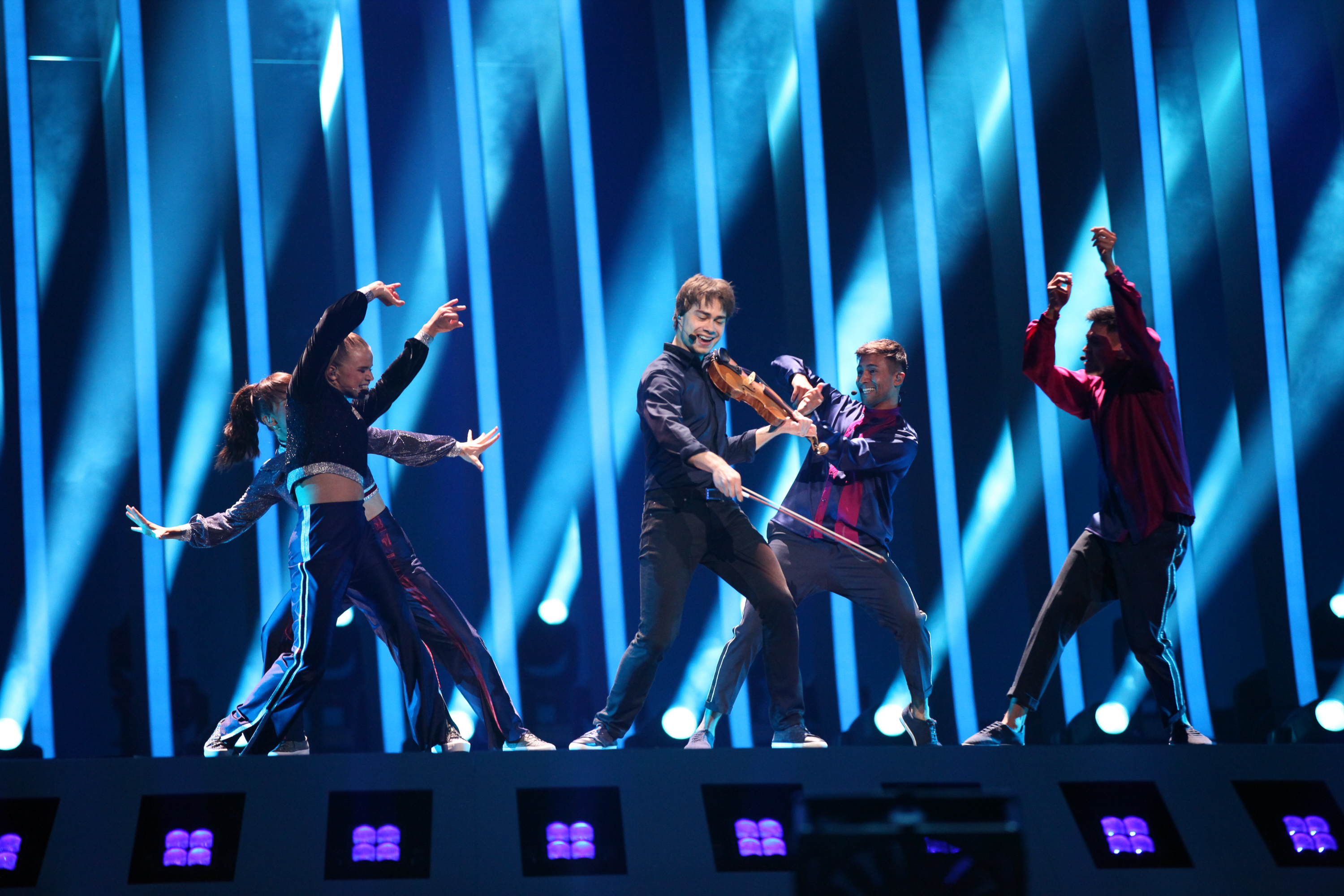
Alexander Rybak à Lisbonne (2018)
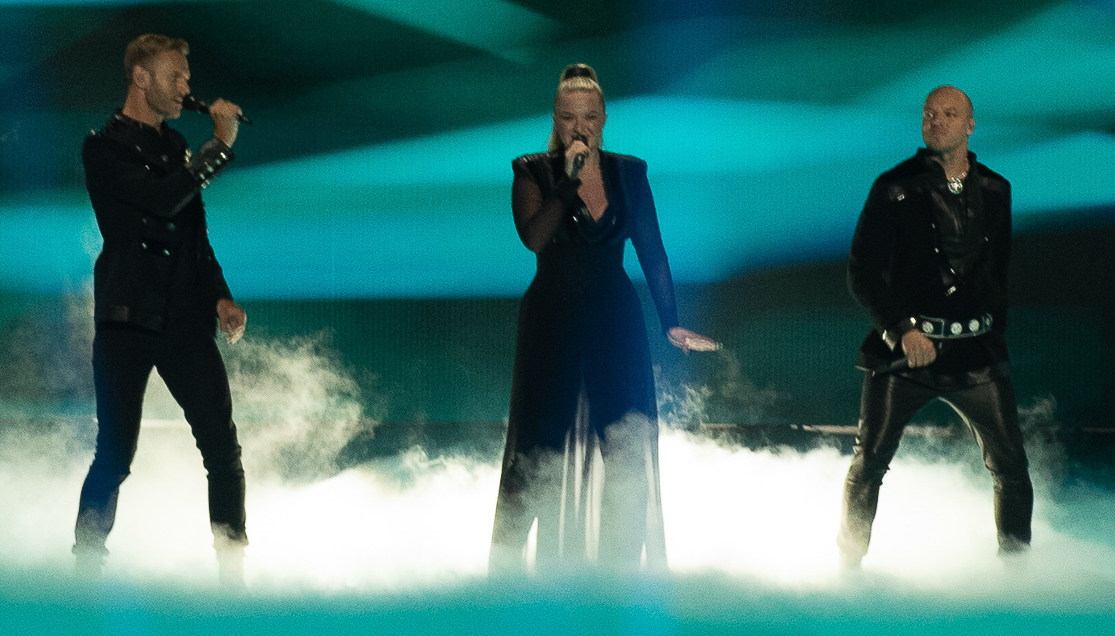
KEiiNO à Tel Aviv (2019)
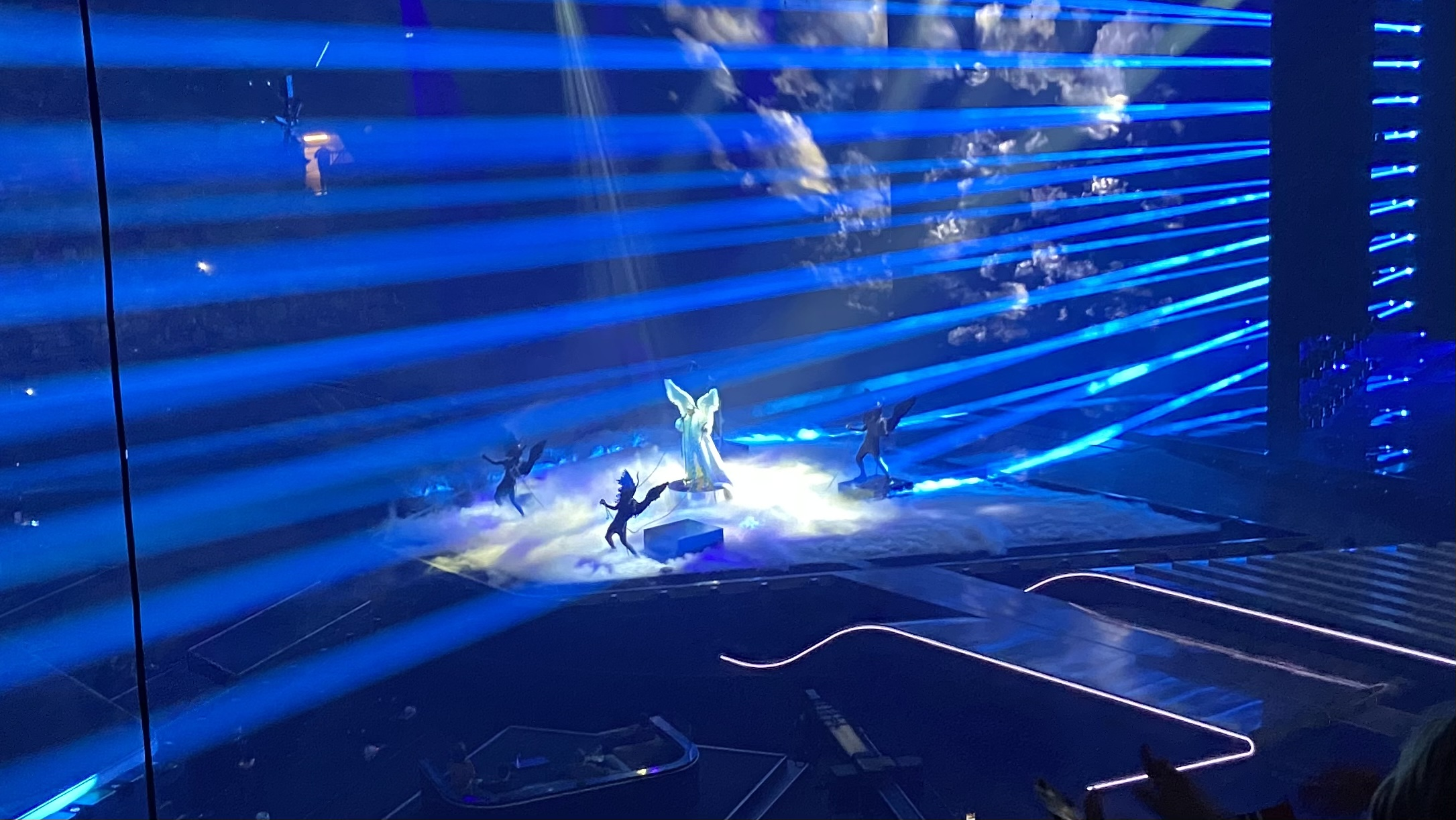
TIX à Rotterdam (2021)
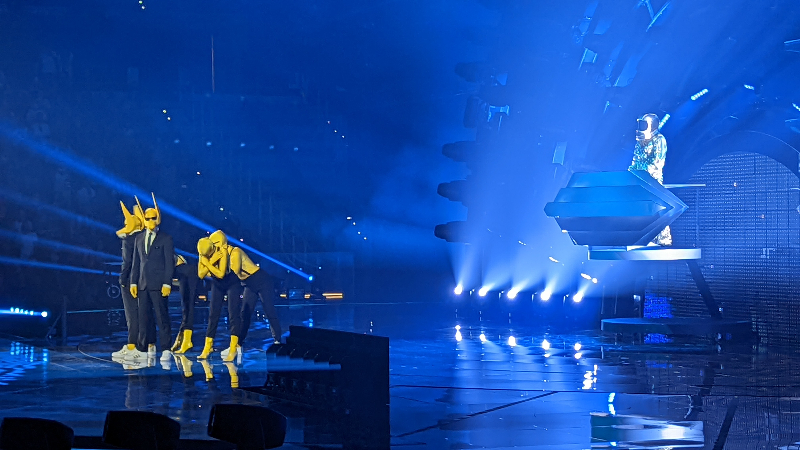
Subwoolfer à Turin (2022)
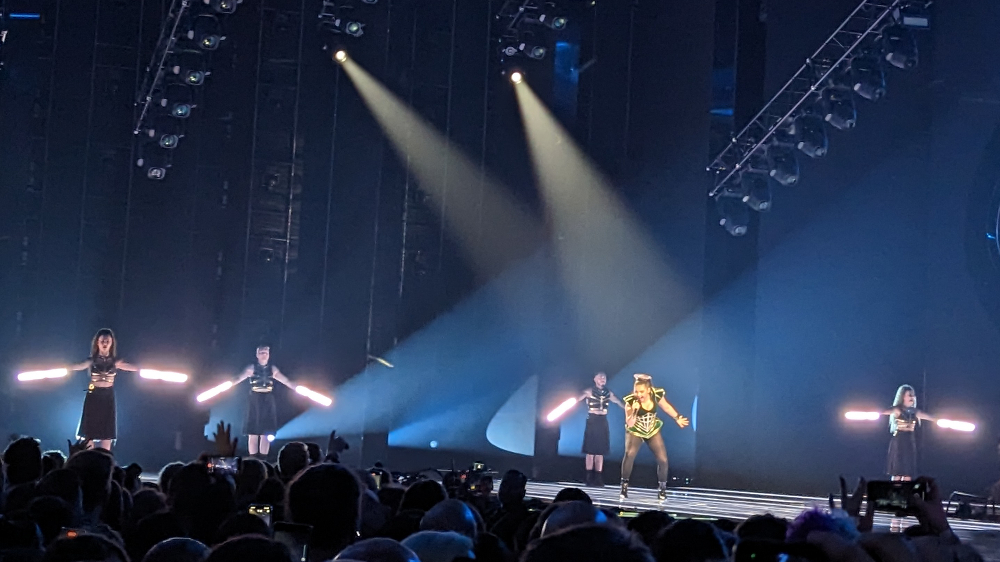
Alessandra à Liverpool (2023)
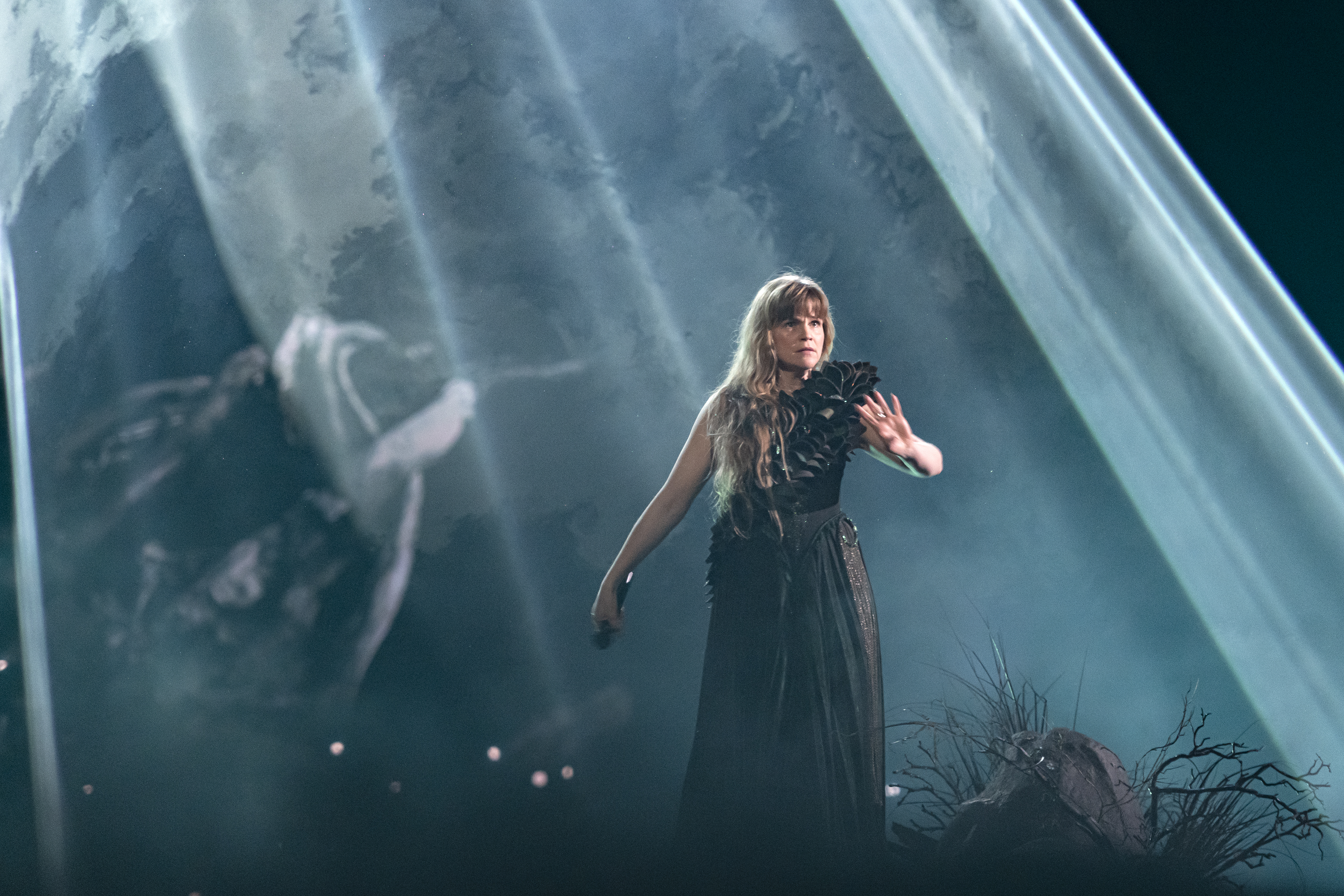
Gåte à Malmö (2024)
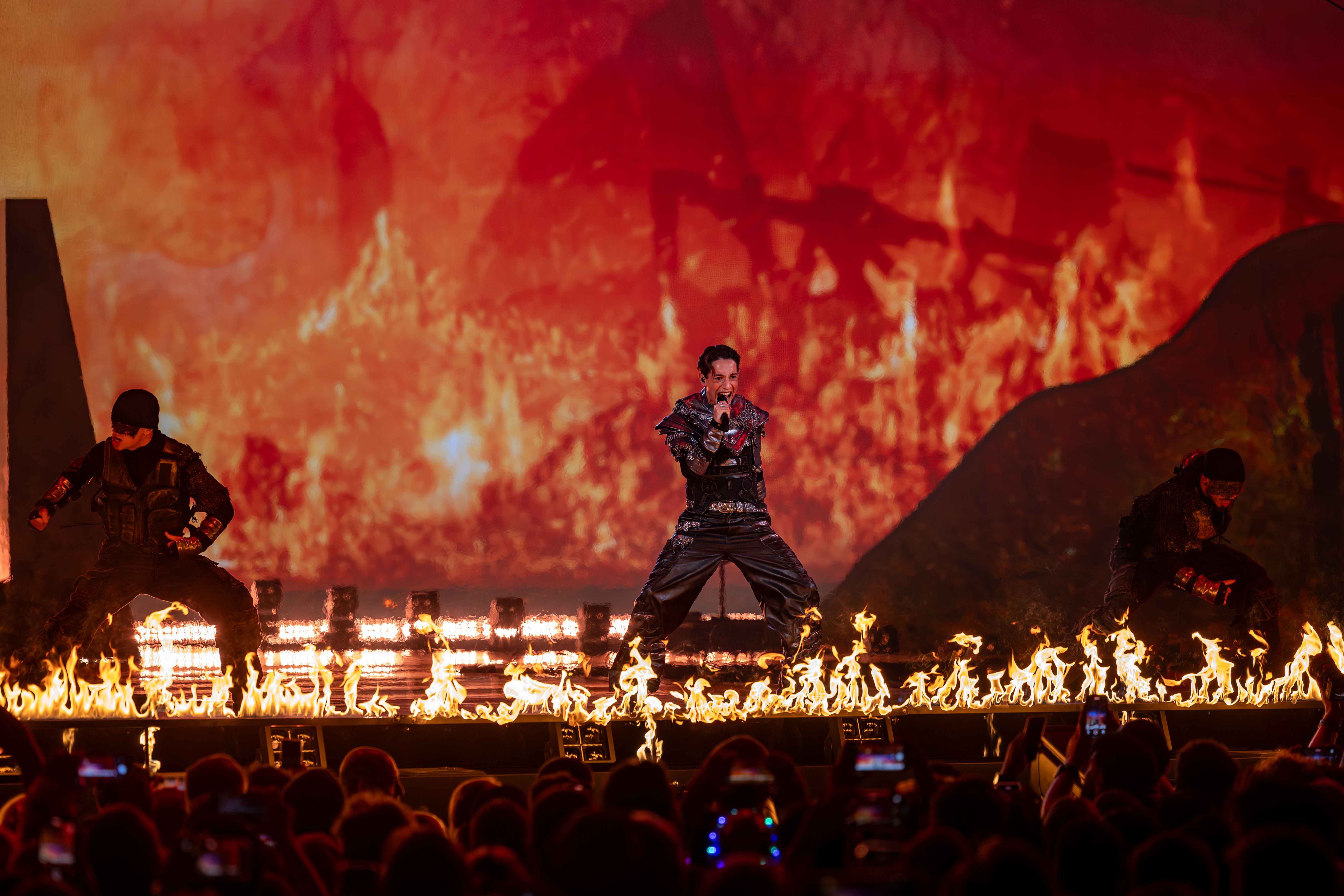
Kyle Alessandro à Bâle (2025)

## Chefs d'orchestre, commentateurs et porte-paroles
| Année | Chef d'orchestre  | Commentateur(s)               | Porte-parole               |
| ----- | ----------------- | ----------------------------- | -------------------------- |
| 1960  | Øivind Bergh      | Erik Diesen                   | Kari Borg Mannsåker        |
| 1961  | Øivind Bergh      | Leif Rustad                   | Mette Janson               |
| 1962  | Øivind Bergh      | Odd Grythe                    | Kari Borg Mannsåker        |
| 1963  | Øivind Bergh      | Øivind Johnsen                | Roald Øyen                 |
| 1964  | Karsten Andersen  | Odd Grythe                    | Sverre Christophersen      |
| 1965  | Øivind Bergh      | Erik Diesen                   | Sverre Christophersen      |
| 1966  | Øivind Bergh      | Sverre Christophersen         | Erik Diesen                |
| 1967  | Øivind Bergh      | Erik Diesen                   | Sverre Christophersen      |
| 1968  | Øivind Bergh      | Roald Øyen                    | Sverre Christophersen      |
| 1969  | Øivind Bergh      | Sverre Christophersen         | Janka Polanyi              |
| 1970  | retrait           | retrait                       | retrait                    |
| 1971  | Arne Bendiksen    | Sverre Christophersen         | -                          |
| 1972  | Carsten Klouman   | Roald Øyen                    | -                          |
| 1973  | Carsten Klouman   | John Andreassen               | -                          |
| 1974  | Frode Thingnæs    | John Andreassen               | Sverre Christophersen      |
| 1975  | Carsten Klouman   | John Andreassen               | Sverre Christophersen      |
| 1976  | Frode Thingnæs    | Jo Vestly                     | Sverre Christophersen      |
| 1977  | Carsten Klouman   | John Andreassen               | Sverre Christophersen      |
| 1978  | Carsten Klouman   | Bjørn Scheele                 | Egil Teige                 |
| 1979  | Sigurd Jansen     | Egil Teige                    | Sverre Christophersen      |
| 1980  | Sigurd Jansen     | Knut Aunbu                    | Roald Øyen                 |
| 1981  | Sigurd Jansen     | Knut Aunbu                    | Sverre Christophersen      |
| 1982  | Sigurd Jansen     | Bjørn Scheele                 | Sverre Christophersen      |
| 1983  | Sigurd Jansen     | Ivar Dyrhaug                  | Sverre Christophersen      |
| 1984  | Sigurd Jansen     | Roald Øyen                    | Egil Teige                 |
| 1985  | Terje Fjærn       | Veslemøy Kjendsli             | Erik Diesen                |
| 1986  | Egil Monn-Iversen | Knut Bjørnsen                 | Nina Matheson              |
| 1987  | Terje Fjærn       | John Andreassen & Tor Paulsen | Sverre Christophersen      |
| 1988  | Arild Stav        | John Andreassen               | Andreas Diesen             |
| 1989  | Pete Knutsen      | John Andreassen               | Sverre Christophersen      |
| 1990  | Pete Knutsen      | Leif Erik Forberg             | Sverre Christophersen      |
| 1991  | Pete Knutsen      | John Andreassen & Jahn Teigen | Sverre Christophersen      |
| 1992  | Rolf Løvland      | John Andreassen               | Sverre Christophersen      |
| 1993  | Rolf Løvland      | Leif Erik Forberg             | Sverre Christophersen      |
| 1994  | Pete Knutsen      | Jostein Pedersen              | Sverre Christophersen      |
| 1995  | Geir Langslet     | Annette Groth                 | Sverre Christophersen      |
| 1996  | Frode Thingnæs    | Jostein Pedersen              | Ragnhild Sælthun Fjørtoft  |
| 1997  | Geir Langslet     | Jostein Pedersen              | Ragnhild Sælthun Fjørtoft  |
| 1998  | Geir Langslet     | Jostein Pedersen              | Ragnhild Sælthun Fjørtoft  |
| 1999  | -                 | Jostein Pedersen              | Ragnhild Sælthun Fjørtoft  |
| 2000  | -                 | Jostein Pedersen              | Marit Åslein               |
| 2001  | -                 | Jostein Pedersen              | Roald Øyen                 |
| 2002  | -                 | Jostein Pedersen              | relégation                 |
| 2003  | -                 | Jostein Pedersen              | Roald Øyen                 |
| 2004  | -                 | Jostein Pedersen              | Ingvild Helljesen          |
| 2005  | -                 | Jostein Pedersen              | Ingvild Helljesen          |
| 2006  | -                 | Jostein Pedersen              | Ingvild Helljesen          |
| 2007  | -                 | Per Sundnes                   | Synnøve Svabø              |
| 2008  | -                 | Per Sundnes & Hanne Hoftun    | Stian Barsnes Simonsen     |
| 2009  | -                 | Synnøve Svabø                 | Stian Barsnes Simonsen     |
| 2010  | -                 | Olav Viksmo Slettan           | Anne Rimmen                |
| 2011  | -                 | Olav Viksmo Slettan           | Nadia Hasnaoui             |
| 2012  | -                 | Olav Viksmo Slettan           | Nadia Hasnaoui             |
| 2013  | -                 | Olav Viksmo Slettan           | Tooji                      |
| 2014  | -                 | Olav Viksmo Slettan           | Margrethe Røed             |
| 2015  | -                 | Olav Viksmo Slettan           | Margrethe Røed             |
| 2016  | -                 | Olav Viksmo Slettan           | Elisabeth Andreassen       |
| 2017  | -                 | Olav Viksmo Slettan           | Marcus & Martinus          |
| 2018  | -                 | Olav Viksmo Slettan           | Aleksander Walmann & JOWST |
| 2019  | -                 | Olav Viksmo Slettan           | Alexander Rybak            |

## Historique de vote
Depuis 1975, la Norvège a attribué en finale le plus de points à :

| Rang | Pays        | Points |
| ---- | ----------- | ------ |
| 1    | Suède       | 415    |
| 2    | Danemark    | 205    |
| 3    | France      | 178    |
| 4    | Irlande     | 156    |
| 5    | Israël      | 148    |
| 6    | Royaume-Uni | 139    |
| 7    | Suisse      | 138    |
| 8    | Islande     | 133    |
| 8    | Finlande    | 133    |
| 10   | Pays-Bas    | 120    |

Depuis 1975, la Norvège a reçu en finale le plus de points de la part de :

| Rang | Pays        | Points |
| ---- | ----------- | ------ |
| 1    | Suède       | 256    |
| 2    | Danemark    | 201    |
| 3    | Islande     | 196    |
| 4    | Irlande     | 164    |
| 5    | Allemagne   | 149    |
| 6    | Finlande    | 146    |
| 6    | Pays-Bas    | 146    |
| 8    | Belgique    | 135    |
| 9    | Royaume-Uni | 126    |
| 10   | Estonie     | 116    |

### 12 Points
Légende
 Vainqueur - La Norvège a donné 12 points à la chanson victorieuse / La Norvège a reçu 12 points et a gagné le concours
 2e place - La Norvège a donné 12 points à la chanson arrivée à la seconde place / La Norvège a reçu 12 points et est arrivée deuxième
 3e place - La Norvège a donné 12 points à la chanson arrivée à la troisième place / La Norvège a reçu 12 points et est arrivée troisième
 Qualifiée - La Norvège a donné 12 points à une chanson parvenue à se qualifier pour la finale / La Norvège a reçu 12 points et s'est qualifiée pour la finale
 Non-qualifiée - La Norvège a donné 12 points à une chanson éliminée durant les demi-finales / La Norvège a reçu 12 points mais n'est pas parvenue à se qualifier pour la finale
| Année         | Attribués          | Attribués           | Reçus | Reçus                                                  |
| Année         | Finale             | Demi-Finale         | Finale | Demi-Finale                                            |
| ------------- | ------------------ | ------------------- | --- | ------------------------------------------------------ |
| 1975          | Pays-Bas           | Pas de demi-finales | Aucun | Pas de demi-finales                                    |
| 1976          | Royaume-Uni        | Pas de demi-finales | Aucun | Pas de demi-finales                                    |
| 1977          | Irlande            | Pas de demi-finales | Aucun | Pas de demi-finales                                    |
| 1978          | Irlande            | Pas de demi-finales | Aucun | Pas de demi-finales                                    |
| 1979          | Israël             | Pas de demi-finales | Aucun | Pas de demi-finales                                    |
| 1980          | Irlande            | Pas de demi-finales | Aucun | Pas de demi-finales                                    |
| 1981          | Suisse             | Pas de demi-finales | Aucun | Pas de demi-finales                                    |
| 1982          | Chypre             | Pas de demi-finales | Aucun | Pas de demi-finales                                    |
| 1983          | Suède              | Pas de demi-finales | Aucun | Pas de demi-finales                                    |
| 1984          | Danemark           | Pas de demi-finales | Aucun | Pas de demi-finales                                    |
| 1985          | Suède              | Pas de demi-finales | Allemagne Autriche Belgique Modèle:ESc Irlande Israël Royaume-Uni Suède                                                                | Pas de demi-finales                                    |
| 1986          | Luxembourg         | Pas de demi-finales | Aucun | Pas de demi-finales                                    |
| 1987          | Yougoslavie        | Pas de demi-finales | Aucun | Pas de demi-finales                                    |
| 1988          | Suède              | Pas de demi-finales | Royaume-Uni | Pas de demi-finales                                    |
| 1989          | Royaume-Uni        | Pas de demi-finales | Aucun | Pas de demi-finales                                    |
| 1990          | France             | Pas de demi-finales | Aucun | Pas de demi-finales                                    |
| 1991          | France             | Pas de demi-finales | Aucun | Pas de demi-finales                                    |
| 1992          | Italie             | Pas de demi-finales | Aucun | Pas de demi-finales                                    |
| 1993          | Irlande            | Pas de demi-finales | Croatie Finlande Grèce | Pas de demi-finales                                    |
| 1994          | Irlande            | Pas de demi-finales | Aucun | Pas de demi-finales                                    |
| 1995          | Danemark           | Pas de demi-finales | Grèce Islande Pologne Portugal Russie Turquie                                                                                          | Pas de demi-finales                                    |
| 1996          | Portugal           | Pas de demi-finales | Aucun | Pas de demi-finales                                    |
| 1997          | France             | Pas de demi-finales | Aucun | Pas de demi-finales                                    |
| 1998          | Malte              | Pas de demi-finales | Suède | Pas de demi-finales                                    |
| 1999          | Suède              | Pas de demi-finales | Aucun | Pas de demi-finales                                    |
| 2000          | Lettonie           | Pas de demi-finales | Aucun | Pas de demi-finales                                    |
| 2001          | Danemark           | Pas de demi-finales | Aucun | Pas de demi-finales                                    |
| 2003          | Islande            | Pas de demi-finales | Irlande Islande Suède | Pas de demi-finales                                    |
| 2004          | Suède              | Bosnie-Herzégovine  | Aucun | Qualifiée d'Office                                     |
| 2005          | Danemark           | Danemark            | Danemark Finlande Islande | Danemark Finlande Islande                              |
| 2006          | Finlande           | Bosnie-Herzégovine  | Aucun | Qualifiée d'Office                                     |
| 2007          | Suède              | Islande             | Non qualifiée | Aucun                                                  |
| 2008          | Danemark           | Bosnie-Herzégovine  | Finlande Suède | Finlande                                               |
| 2009          | Islande            | Danemark            | Allemagne Biélorussie Danemark Espagne Estonie Hongrie Islande Israël Lettonie Lituanie Pays-Bas Pologne Russie Slovénie Suède Ukraine | Azerbaïdjan Danemark Espagne Estonie Lituanie Pays-Bas |
| 2010          | Allemagne          | Suède               | Aucun | Qualifiée d'Office                                     |
| 2011          | Finlande           | Finlande            | Non qualifiée | Aucun                                                  |
| 2012          | Suède              | Suède               | Aucun | Aucun                                                  |
| 2013          | Suède              | Malte               | Danemark Finlande Suède | Espagne Islande Lettonie                               |
| 2014          | Pays-Bas           | Finlande            | Aucun | Aucun                                                  |
| 2015          | Suède              | Suède               | Aucun | Suède                                                  |
| 2016 Jury     | Italie             | Australie           | Non qualifiée | Aucun                                                  |
| 2016 Télévote | Lituanie           | Lituanie            | Non qualifiée | Aucun                                                  |
| 2017 Jury     | Bulgarie           | Bulgarie            | Allemagne | Allemagne Danemark Lituanie                            |
| 2017 Télévote | Portugal           | Bulgarie            | Aucun | Aucun                                                  |
| 2018 Jury     | Allemagne          | Suède               | Italie | Italie Malte Suède                                     |
| 2018 Télévote | Lituanie           | Danemark            | Aucun | Danemark                                               |
| 2019 Jury     | République tchèque | Suède               | Aucun | Aucun                                                  |
| 2019 Télévote | Suède              | Lituanie            | Allemagne Australie Danemark Irlande Islande Pays-Bas Royaume-Uni Suède                                                                | Albanie Danemark Pays-Bas Suède                        |
| 2021 Jury     | Malte              | Malte               | Aucun | Aucun                                                  |
| 2021 Télévote | Lituanie           | Lituanie            | Aucun | Suède                                                  |
| 2022 Jury     | Grèce              | Grèce               | Aucun | Islande                                                |
| 2022 Télévote | Ukraine            | Grèce               | Aucun | Aucun                                                  |
| 2023 Jury     | Finlande           | Pas de jury         | Aucun | Pas de jury                                            |
| 2023 Télévote | Finlande           | Finlande            | Finlande | Aucun                                                  |
| 2024 Jury     | Suisse             | Pas de jury         | Aucun | Pas de jury                                            |
| 2024 Télévote | Croatie            | Israël              | Aucun | Aucun                                                  |
| 2025 Jury     | Autriche           | Pas de jury         | Aucun | Pas de jury                                            |
| 2025 Télévote | Suède              | Suède               | Aucun | Ukraine                                                |